# Lijst van afleveringen van Modern Family
Dit is een lijst van afleveringen van de Amerikaanse televisieserie Modern Family. De serie telt elf seizoenen, 250 afleveringen en één documentaire.

## Overzicht
| Seizoen | Aantal afleveringen | Uitgezonden                      |  |
| ------- | ------------------- | -------------------------------- |  |
| 1       | 24                  | 23 september 2009 – 19 mei 2010  |  |
| 2       | 24                  | 22 september 2010 – 25 mei 2011  |  |
| 3       | 24                  | 21 september 2011 – 23 mei 2012  |  |
| 4       | 24                  | 26 september 2012 – 22 mei 2013  |  |
| 5       | 24                  | 25 september 2013 – 21 mei 2014  |  |
| 6       | 24                  | 24 september 2014 – 20 mei 2015  |  |
| 7       | 22                  | 23 september 2015 – 18 mei 2016  |  |
| 8       | 22                  | 21 september 2016 – 17 mei 2017  |  |
| 9       | 22                  | 27 september 2017 – 16 mei 2018  |  |
| 10      | 22                  | 26 september 2018 – 8 mei 2019   |  |
| 11      | 22                  | 25 september 2019 – 8 april 2020 |  |

## Seizoen 1 (2009)
| Nr. | Titel              | Regisseur       | Schrijver(s)                                  | Uitzenddatum Verenigde Staten | Uitzenddatum Nederland |  |
| --- | ------------------ | --------------- | --------------------------------------------- | ----------------------------- | ---------------------- |  |
| 1 (1-01) | Pilot              | Jason Winer     | Steven Levitan & Christopher Lloyd            | 23 september 2009             | 12 november 2012       |  |
| We maken kennis met het gezin Pritchett. Vader Jay, dochter Claire en zoon Mitchell hebben allen hun eigen gezin, maar toch vormen ze samen één grote familie. Claire probeert een oogje in het zeil te houden nu haar oudste dochter Haley een vriendje heeft, Dylan. Mitchell heeft met zijn partner Cameron een dochtertje geadopteerd, Lily. Cameron wil het meteen tegen iedereen vertellen, maar Mitchell wil het nog even verborgen houden.       |                    |                 |                                               |                               |                        |  |
| 2 (1-02) | The Bicycle Thief  | Jason Winer     | Bill Wrubel                                   | 30 september 2009             | 13 november 2012       |  |
| Jay probeert Manny te tonen dat hij een goede stiefvader is. Phil wil zijn zoon een lesje leren en steelt zijn fiets, maar komt zelf in de problemen wanneer hij de verkeerde fiets steelt. Cameron en Mitchell willen ondertussen Lily inschrijven op een crèche en doen zich voor als hetero's. |                    |                 |                                               |                               |                        |  |
| 3 (1-03) | Come Fly With Me   | Jason Winer     | Dan O'Shannon                                 | 7 oktober 2009                | 14 november 2012       |  |
| Jay wil wat tijd spenderen aan zijn modelbouwvliegtuigje, maar Phil verpest zijn plezier, waarop Jay op een niet al te subtiele manier wraak neemt. Alex en Gloria gaan winkelen. Gloria probeert Alex te overtuigen om eens een jurkje te dragen. Mitchell ontdekt ondertussen een goedkope supermarkt. |                    |                 |                                               |                               |                        |  |
| 4 (1-04) | The Incident       | Jason Winer     | Steven Levitan                                | 14 oktober 2009               | 15 november 2012       |  |
| Mitchell en Claire krijgen bezoek van hun moeder Dede. Zij wil tonen dat ze veranderd is en wil ook vergiffenis vragen aan Gloria voor het debacle tijdens haar huwelijksmis. Ondertussen proberen Phil en Claire uit te zoeken wat voor iemand Dylan eigenlijk is. |                    |                 |                                               |                               |                        |  |
| 5 (1-05) | Coal Digger        | Jason Winer     | Christopher Lloyd                             | 21 oktober 2009               | 16 november 2012       |  |
| De hele familie komt samen bij Jay en Gloria voor een barbecue. Dat zou een leuk feestje moeten worden, ware het niet dat Luke en Manny ruzie hebben gekregen op school en dat nu ook afspiegelt op Gloria en Claire. De zaak escaleert al snel en de verwijten worden heen en weer geslingerd. |                    |                 |                                               |                               |                        |  |
| 6 (1-06) | Run For Your Wife  | Jason Winer     | Paul Corrigan & Brad Walsh                    | 28 oktober 2009               | 19 november 2012       |  |
| Het is de eerste dag van het schooljaar en Claire heeft het moeilijk nu ze weer alleen thuis is. Phil probeert daar iets aan te doen. Manny heeft ondertussen een heel eigentijdse outfit uitgekozen voor zijn eerste schooldag, en daar is niet iedereen gelukkig mee. Mitchell en Cameron slaan in paniek wanneer Lily haar eerste ongelukje heeft. |                    |                 |                                               |                               |                        |  |
| 7 (1-07) | En Garde           | Randall Einhorn | Danny Zuker                                   | 4 november 2009               | 20 november 2012       |  |
| Manny heeft een nieuwe hobby: schermen. Hij blijkt een natuurtalent te zijn en Jay is een hevige supporter van zijn stiefzoon. Dat doet bij Mitchell een oude wonde weer openrijten. Ondertussen wil Phil achterhalen wat de verborgen talenten van zijn zoon Luke zijn. |                    |                 |                                               |                               |                        |  |
| 8 (1-08) | Great Expectations | Jason Winer     | Joe Lawson                                    | 18 november 2009              | 21 november 2012       |  |
| Claire geeft altijd de verkeerde cadeautjes aan Phil voor hun huwelijksverjaardag, maar dit jaar wil ze daar iets aan doen: ze heeft een privé optreden kunnen regelen van een van hun favoriete artiesten: Izzy LaFontaine (Edward Norton). Maar dat concert draait heel anders uit dan ze gehoopt hadden. Mitchell en Cameron gaan uit feesten met Sal (Elizabeth Banks), een van hun beste vriendinnen. Ondertussen let Jay op al zijn kleinkinderen. |                    |                 |                                               |                               |                        |  |
| 9 (1-09) | Fizbo              | Jason Winer     | Paul Corrigan & Brad Walsh                    | 25 november 2009              | 22 november 2012       |  |
| Phil en Claire organiseren een verjaardagsfeestje voor hun zoon Luke, en er wordt op geen cent gekeken. Maar dan daagt Cameron op als clown 'Fizbo' en begint alles verkeerd te lopen. |                    |                 |                                               |                               |                        |  |
| 10 (1-10) | Undeck the Halls   | Randall Einhorn | Dan O'Shannon                                 | 9 december 2009               | 23 november 2012       |  |
| Claire en Phil dreigen ermee het hele kerstfeest op te blazen nadat ze een brandvlek ontdekken in de zetel en de kinderen allemaal ontkennen er iets mee te maken te hebben. Ondertussen willen Mitchell en Cameron een foto van Lily met de kerstman. |                    |                 |                                               |                               |                        |  |
| 11 (1-11) | Up All Night       | Michael Spiller | Christopher Lloyd                             | 6 januari 2010                | 26 november 2012       |  |
| Wanneer Manny's vader Javier (Benjamin Bratt) op bezoek komt, is Jay niet erg blij en laat dat ook duidelijk merken. Phil heeft last van nierstenen en zijn gezeur hierover doet Claire een drastisch besluit nemen. Ondertussen proberen Mitchell en Cameron Lily een slaapritme aan te kweken, maar dat blijkt makkelijker gezegd dan gedaan. |                    |                 |                                               |                               |                        |  |
| 12 (1-12) | Not In My House    | Chris Koch      | Caroline Williams                             | 13 januari 2010               | 27 november 2012       |  |
| Claire verdenkt haar jongste zoon ervan dat hij naar porno surft op het internet. Gloria krijgt het op haar zenuwen van Jays nieuwste aankoop en Mitchell ergert zich aan Cameron, die een Mexicaanse trouw organiseert bij hen thuis. |                    |                 |                                               |                               |                        |  |
| 13 (1-13) | Fifteen Percent    | Jason Winer     | Steven Levitan                                | 20 januari 2010               | 28 november 2012       |  |
| Mitchell doet zijn vader twijfelen aan de geaardheid van een van diens beste vrienden, Shorty. Jay wil het eerst niet geloven, maar wanneer Shorty zich vreemd begint te gedragen, begint ook Jay te twijfelen. Ondertussen geeft Gloria Manny's internet-date een make-over en kan Claire niet overweg met Phils universele afstandsbediening. |                    |                 |                                               |                               |                        |  |
| 14 (1-14) | Moon Landing       | Jason Winer     | Bill Wrubel                                   | 3 februari 2010               | 29 november 2012       |  |
| Claire gaat iets eten met haar beste vriendin Valerie (Minnie Driver), die ze al een tijdje niet meer gezien heeft. Jay en Cameron gaan squashen en Jay voelt zich niet op zijn gemak in de kleedkamer. Ondertussen helpt Mitchell Gloria nadat ze een verkeersongeval heeft veroorzaakt. |                    |                 |                                               |                               |                        |  |
| 15 (1-15) | My Funky Valentine | Michael Spiller | Jerry Collins                                 | 10 februari 2010              | 30 november 2012       |  |
| Iedereen viert Valentijn en Phil & Claire doen dat door te breken met hun patroon om op Valentijnsdag te gaan eten. Gloria is boos op Jay wanneer hij haar meepakt naar een comedy club en Mitchell en Cameron spelen Cupido voor Manny. |                    |                 |                                               |                               |                        |  |
| 16 (1-16) | Fears              | Reggie Hudlin   | Steven Levitan                                | 3 maart 2010                  | 3 december 2012        |  |
| Phil gaat met Luke op schattenjacht onder het huis. Phil heeft echter schrik in het donker en het idee dat er allerlei vieze beestjes rondkruipen spreekt hem ook niet meteen aan. Haley probeert haar rijbewijs te halen en Claire gaat met haar mee. Manny wordt plots ziek, maar Gloria denkt dat hij maar doet alsof en Cameron en Mitchell nodigen Lily's pediater uit voor een brunch.                                                             |                    |                 |                                               |                               |                        |  |
| 17 (1-17) | Truth be Told      | Jason Winer     | Joe Lawson                                    | 10 maart 2010                 | 4 december 2012        |  |
| Phil vindt via Facebook een oude schoolliefde terug en nodigt haar uit voor een bezoekje, maar dat loopt verkeerd af. Ondertussen moet Jay verdoezelen dat hij Manny's schildpad vermoord heeft en zegt Mitchell eindelijk wat hij denkt tegen zijn baas. |                    |                 |                                               |                               |                        |  |
| 18 (1-18) | Starry Night       | Jason Winer     | Danny Zucker                                  | 24 maart 2010                 | 5 december 2012        |  |
| Phil en Claire helpen de kinderen bij het maken van een huistaak. Jay en Mitchell gaan op hun jaarlijks uitstapje, maar Mitchell is verbaasd dat Manny ook meegaat. Cameron en Gloria zetten ondertussen een stapje in de wereld. |                    |                 |                                               |                               |                        |  |
| 19 (1-19) | Game Changer       | Kevin Sullivan  | Vanessa McCarthy, Joe Lawson & Alex Herschlag | 31 maart 2010                 | 6 december 2012        |  |
| Op Phils verjaardag wordt de iPad gelanceerd en hij moet die absoluut hebben, waardoor Claire nu op zoek mag gaan naar het hebbeding. Ondertussen proberen Gloria en Manny Jay te verslaan in een spelletje schaak, haalt Cameron zich de huwelijksproblemen van de buren op zijn hals en wil Mitchell wat mannelijker overkomen. |                    |                 |                                               |                               |                        |  |
| 20 (1-20) | Benched            | Chris Koch      | Danny Zucker                                  | 14 april 2010                 | 7 december 2012        |  |
| Luke en Manny's basketbaltrainer houdt het voor bekeken en nu willen Jay en Phil zijn baan. Ondertussen komen Claire en Gloria tot het besef dat ze niet meer de belangrijkste personen zijn in het leven van hun kinderen en Mitchell neemt Cameron mee naar een interview voor een baan, maar Camerons persoonlijkheid zorgt ervoor dat niet alles loopt zoals Mitchell had gehoopt.                                                                   |                    |                 |                                               |                               |                        |  |
| 21 (1-21) | Travels With Scout | Seth Gordon     | Paul Corrigan & Brad Walsh                    | 28 april 2010                 | 10 december 2012       |  |
| Phils vader (Fred Willard) staat plots voor de deur. Claire vertrouwt het zaakje echter niet en denkt dat de man niet zomaar op bezoek komt. Cameron wil drummen in het bandje van Dylan en Jay & Gloria nemen Manny mee naar een horrorfilm. |                    |                 |                                               |                               |                        |  |
| 22 (1-22) | Airport 2010       | Jason Winer     | Bill Wrubel & Dan O'Shannon                   | 5 mei 2010                    | 11 december 2012       |  |
| Gloria geeft Jay een reisje naar Hawaï cadeau voor zijn verjaardag. Gloria heeft meteen ook de hele familie uitgenodigd om mee te gaan. Ze ontmoeten elkaar op de luchthaven, maar dan blijkt dat sommigen hun paspoort vergeten zijn, hebben anderen vliegangst en is er een aanvaring met de beveiliging van de luchthaven. |                    |                 |                                               |                               |                        |  |
| 23 (1-23) | Hawaii             | Steve Levitan   | Paul Corrigan & Brad Walsh                    | 12 mei 2010                   | 12 december 2012       |  |
| Jay kijkt heel erg uit naar zijn vakantie, maar wordt al snel weer met beide voeten op de grond gezet. Phil wil van deze trip iets romantisch maken voor hem en Claire. Mitchell en Cameron hebben een meningsverschil over de plaatsen die ze al dan niet willen bezoeken en de kinderen maken het al snel te bont wanneer ze alleen achterblijven in het hotel.                                                                                        |                    |                 |                                               |                               |                        |  |
| 24 (1-24) | Family Portrait    | Jason Winer     | Ilana Wernick                                 | 19 mei 2010                   | 13 december 2012       |  |
| Claire wil een nieuwe familiefoto laten trekken, maar ze wordt langs alle kanten tegengewerkt. Gloria, Phil, Manny en Alex gaan naar een basketbalwedstrijd, maar dat loopt al snel verkeerd. Luke neemt een interview af met zijn grootvader en Cameron gaat zingen op een trouwfeest. |                    |                 |                                               |                               |                        |  |

## Seizoen 2 (2010)
| Nr. | Titel                      | Regisseur            | Schrijver(s)                              | Uitzenddatum VS   |  |
| --- | -------------------------- | -------------------- | ----------------------------------------- | ----------------- |  |
| 25 (2-01) | The Old Wagon              | Michael Spiller      | Bill Wrubel                               | 22 september 2010 |  |
| Claire kan Phil eindelijk overtuigen om hun oude wagen te verkopen, maar Phil wil pas toegeven als iedereen nog eens meerijdt met hun oude wagen. Mitchell besluit om een groot kasteel voor Lily in elkaar te knutselen en Cameron roept de hulp in van Jay. Ondertussen nodigt Manny een vriendinnetje uit om samen te studeren - en daar heeft Gloria het moeilijk mee. |                            |                      |                                           |                   |  |
| 26 (2-02) | The Kiss                   | Scott Ellis          | Abraham Higginbotham                      | 29 september 2010 |  |
| Om haar grootmoeder te eren, besluit Gloria om enkele van haar traditionele Colombiaanse recepten klaar te maken, maar dat ziet Jay niet zitten. Claire ontdekt dat Alex verliefd is op een jongen en gaat zich ermee moeien - zeker nadat Haley haar zus advies gegeven heeft. Ondertussen hebben Mitchell en Cameron ruzie omdat Mitchell hem niet wil kussen in het openbaar. |                            |                      |                                           |                   |  |
| 27 (2-03) | Earthquake                 | Michael Spiller      | Paul Corrigan & Brad Walsh                | 6 oktober 2010    |  |
| Een kleine aardbeving zorgt voor heel wat paniek: Mitchell en Cameron gebruiken de beving als een excuse om het feestje bij Pepper (Nathan Lane) te missen, Manny is doodsbang wanneer de beving plaatsvindt en Claire komt vast te zitten in de badkamer met de loodgieter. |                            |                      |                                           |                   |  |
| 28 (2-04) | Strangers on a Treadmill   | Scott Ellis          | Danny Zucker                              | 13 oktober 2010   |  |
| Claire en Mitchell roepen elkaars hulp in: Claire moet Cameron helpen bij zijn kledingkeuze en Mitchell moet Phil helpen met het schrijven van zijn speech. Ondertussen gaat Jay naar het verjaardagsfeestje van de dochter van een van zijn personeelsleden om een punt te bewijzen tegenover Gloria en Haley probeert Alex uit te leggen hoe ze 'cool' moet zijn. |                            |                      |                                           |                   |  |
| 29 (2-05) | Unplugged                  | Michael Spiller      | Steven Levitan                            | 20 oktober 2010   |  |
| Iedereen in het gezin Dunphy is druk bezig aan het communiceren ... maar weliswaar op de moderne manier. Claire en Phil willen hier wat aan doen en dagen de kinderen uit om hun gsm/computer aan de kant te leggen. Mitchell en Cameron proberen Lily in te schrijven in de beste privé school. Ondertussen heeft Gloria enorm last van het geblaf van de hond van de buren. Jay en Manny proberen haar te kalmeren, maar dat haalt weinig uit.                                                           |                            |                      |                                           |                   |  |
| 30 (2-06) | Halloween                  | Michael Spiller      | Jeffrey Richman                           | 27 oktober 2010   |  |
| Halloween is in aantocht en Claire is in haar nopjes: ze decoreert het hele huis in een griezelige sfeer. Ze wil ook alle leden van de familie betrekken in het feest, maar dat loopt aardig verkeerd. Cameron heeft een trauma opgelopen tijdens Halloween en haat het feest. Mitchell heeft een vreselijke dag op het werk en Gloria gedraagt zich vreemd nadat Jay en Manny haar plagen met haar accent.                                                                                                |                            |                      |                                           |                   |  |
| 31 (2-07) | Chirp                      | Michael Spiller      | Dan O'Shannon                             | 3 november 2010   |  |
| Claire en Haley zijn beide ziek en brengen samen wat tijd door in huis. Phil wordt ondertussen gek van het brandalarm. Gloria en Manny verrassen Jay op het werk. Cameron probeert Lily te casten in een reclamefilmpje en gaat helemaal op in de showbizzsfeer wanneer hij de camera's ziet. |                            |                      |                                           |                   |  |
| 32 (2-08) | Dash, Flash, Crash         | Michael Spiller      | Christopher Lloyd & Danny Zuker           | 17 november 2010  |  |
| Iedereen komt samen in het restaurant om Manny's verjaardag te vieren. Manny zelf kent een kleine crisis omdat hij het ouder worden niet ziet zitten. Op weg naar het restaurant houden Phil en Claire een race met de wagen en Mitch & Cameron komen veel te laat omdat ze vergeten zijn een cadeautje te kopen voor Manny. |                            |                      |                                           |                   |  |
| 33 (2-09) | Mother Tucker              | Michael Spiller      | Paul Corrigan & Brad Walsh                | 24 november 2010  |  |
| Mitchell voelt zich niet op zijn gemak bij zijn schoonmoeder, maar hij heeft moeite om dat aan Cameron te vertellen. Haley en Dylan zetten hun relatie stop en Phil heeft het daar heel moeilijk mee. Jay heeft een medische klacht en gaat met Manny op zoek naar antwoorden op een online medische encyclopedie. |                            |                      |                                           |                   |  |
| 34 (2-10) | Dance Dance Revelation     | Gail Mancuso         | Ilana Wernick                             | 8 december 2010   |  |
| Manny en Luke gaan voor de eerste keer naar het galabal van hun school, en daarom nemen Jay en Phil de jongens mee winkelen. Claire is jaloers wanneer Gloria het galabal-comité vervoegt en Mitchell & Cameron proberen Lily te leren dat ze geen andere kindjes mag bijten. |                            |                      |                                           |                   |  |
| 35 (2-11) | Slow Down Your Neighbors   | Gail Mancuso         | Ilana Wernick                             | 5 januari 2011    |  |
| Claire merkt dat iemand in de buurt de straat gebruikt als raceterrein, en daar wil ze iets aan doen. Ondertussen krijgt Phil te maken met een moeilijke klant, leert Jay Manny met de fiets te rijden (maar merkt al snel dat Gloria ook niet kan fietsen) en zijn Mitchell & Cam gecharmeerd door een nieuwe buurman. |                            |                      |                                           |                   |  |
| 36 (2-12) | Our Children, Ourselves    | Adam Shankman        | Dan O'Shannon & Bill Wrubel               | 12 januari 2011   |  |
| Claire en Phil willen dat Alex zich een beetje ontspant tijdens het studeren, maar krijgen zelf gewetensbezwaren. Gloria heeft nieuwe mensen ontmoet en wil ze beter leren kennen, tot groot ongenoegen van Jay. Ondertussen komen Cam & Mitchell een oude vriendin van Mitchell tegen, die hen een schokkende mededeling doet. |                            |                      |                                           |                   |  |
| 37 (2-13) | Caught in the Act          | Michael Spiller      | Steven Levitan & Jeffrey Richman          | 19 januari 2011   |  |
| De kinderen willen Claire en Phil verrassen met ontbijt-op-bed voor hun huwelijksverjaardag, maar treffen hun ouders in een nogal compromitterende houding aan in bed. Jay en Gloria zijn een weekendje naar Las Vegas getrokken, maar ze worden gedwarsboomd door een genadeloos eerlijke e-mail die per ongeluk werd verstuurd naar Claire. Ondertussen proberen Mitchell en Cam een tafeltje vast te krijgen in een nieuw restaurant, waarvan de eigenaar de moeder is van een van Lilys klasgenootjes. |                            |                      |                                           |                   |  |
| 38 (2-14) | Bixby's Back               | Chris Koch           | Danny Zuker                               | 9 februari 2011   |  |
| Claire en Phil besluiten Valentijn door te brengen zoals ze dat vorig jaar gedaan hebben. Cam denkt dat Mitchells assistent Broderick verliefd is op Mitchell. Ondertussen heeft Jay een verrassing voor Gloria, maar dat loopt al snel verkeerd. |                            |                      |                                           |                   |  |
| 39 (2-15) | Princess Party             | Michael Spiller      | Elaine Ko                                 | 16 februari 2011  |  |
| Mitchell en Cam organiseren een verjaardagsfeestje voor Lily. Claire nodigt haar moeder uit voor het feest, maar dat loopt grondig mis wanneer zij opdaagt met haar ex-vriendje (Matt Dillon). Gloria weet niet hoe ze zich moet gedragen tegenover DeDe. |                            |                      |                                           |                   |  |
| 40 (2-16) | Regrets Only               | Dean Parisot         | Abraham Higginbotham                      | 23 februari 2011  |  |
| Claire en Phil krijgen slaande ruzie, en Gloria en Jay proberen te bemiddelen. Cam vraagt de hulp van Mitchell en Luke wanneer hij een evenement organiseert, maar Mitchell is de uitnodigingen vergeten op te sturen. Ondertussen beklaagt Jay zich dat hij een karaoke machine heeft gekocht voor Gloria. |                            |                      |                                           |                   |  |
| 41 (2-17) | Two Monkeys and a Panda    | Beth McCarthy-Miller | Carol Leifer                              | 2 maart 2011      |  |
| Claire probeert de brokken tussen haar dochters te lijmen na een fikse ruzie tussen de twee. Phil geniet ondertussen van een relax dagje in de sauna. Gloria vindt het maar niets dat Jay twee begraafplaatsen heeft gekocht voor hen beide en Cameron wil een boek schrijven over de adoptie van hun dochter Lily. |                            |                      |                                           |                   |  |
| 42 (2-18) | Boys' Night                | Chris Koch           | Steven Levitan & Jeffrey Richman          | 23 maart 2011     |  |
| Phil en Claire willen niet dat hun zoon vriendschap sluit met hun oude buurman. Jay dumpt Gloria en Manny nadat hij doorkrijgt dat ze een avondje naar de opera willen, en brengt de avond uiteindelijk door met Mitchell, Cameron en hun vrienden. Ondertussen let Haley op Lily. |                            |                      |                                           |                   |  |
| 43 (2-19) | The Musical Man            | Michael Spiller      | Paul Corrigan & Brad Walsh                | 13 april 2011     |  |
| Cameron wordt gevraagd in te vallen op de school van Manny en Luke als leraar muziek, en neemt zijn rol iets te ernstig op. Ondertussen is Jays broer Tommy (Jonathan Banks) op bezoek en probeert Phil zijn gezin te overtuigen om mee te doen in zijn reclamefilmpje. |                            |                      |                                           |                   |  |
| 44 (2-20) | Someone to Watch Over Lily | Michael Spiller      | Bill Wrubel                               | 20 april 2011     |  |
| Mitchell en Cam willen graag een goede voogd voor Lily vinden in het geval dat hen iets overkomt. Dat blijkt makkelijker gezegd dan gedaan, want er scheelt wel aan iedereen iets. |                            |                      |                                           |                   |  |
| 45 (2-21) | Mother's Day               | Michael Spiller      | Dan O'Shannon & Ilana Wernick             | 4 mei 2011        |  |
| Claire en Gloria nemen de kinderen mee kamperen, maar de vrouwen krijgen ruzie. Phil en Jay blijven thuis en willen hun vrouwen & kinderen verrassen met een lekker etentje en Cameron voelt zich duidelijk 'de vrouw' in zijn relatie met Mitchell. |                            |                      |                                           |                   |  |
| 46 (2-22) | Good Cop Bad Dog           | Fred Savage          | Abraham Higginbotham & Jeffrey Richman    | 11 mei 2011       |  |
| Phil en Claire wisselen voor 1 dag van rol als ouder: Claire zal die dag 'de leuke mama' spelen en Phil 'de strenge papa', iets wat tot grote verwarring bij de kinderen leidt. Gloria is ondertussen in een emotionele bui, terwijl Jay advies geeft aan een overijverige zakenman. Cameron zit thuis met de griep, waardoor Mitchell nu twijfelt of hij wel naar het concert van Lady Gaga zou gaan. |                            |                      |                                           |                   |  |
| 47 (2-23) | See You Next Fall          | Steve Levitan        | Danny Zuker                               | 18 mei 2011       |  |
| De hele familie verzamelt bij Jay en Gloria om samen naar de diploma-uitreiking van Alex te gaan. Jay heeft echter een klein botox ongelukje gehad en probeert het voor iedereen te verstoppen, Cameron is boos op Mitchell omdat hij altijd met hem lacht, Claire vindt dat de kinderen te snel opgroeien en ondertussen blokkeert de garagepoort, waardoor de familie misschien te laat komt voor de ceremonie van Alex.                                                                                 |                            |                      |                                           |                   |  |
| 48 (2-24) | The One That Got Away      | Jim Bagdonas         | Paul Corrigan, Brad Walsh & Dan O'Shannon | 25 mei 2011       |  |
| Jay wil gaan vissen op zijn verjaardag, maar de familie geeft liever een groot feest. Dat loopt aardig in het honderd wanneer Claire en Mitchell opgesloten geraken, Phil een oude vijand tegenkomt en Cameron een probleem heeft met de bakker. |                            |                      |                                           |                   |  |

## Seizoen 3 (2011)
| Nr. | Titel                   | Regisseur       | Schrijver(s)                                   | Uitzenddatum VS   |  |
| --- | ----------------------- | --------------- | ---------------------------------------------- | ----------------- |  |
| 49 (3-01) | Dude Ranch              | Jason Winer     | Paul Corrigan & Brad Walsh & Dan O'Shannon     | 21 september 2011 |  |
| De hele familie gaat samen op vakantie naar een ranch. Het wordt een vakantie vol verrassingen. |                         |                 |                                                |                   |  |
| 50 (3-02) | When Good Kids Go Bad   | Michael Spiller | Jeffrey Richman                                | 21 september 2011 |  |
| Mitchell & Cameron willen graag nog een tweede baby adopteren en willen dit nieuws met de hele familie delen. Maar dat is buiten Lily gerekend: zij is niet opgezet met een broertje of zusje erbij. Ondertussen willen Jay en Claire allebei hun standpunt duidelijk maken tegenover elkaar. |                         |                 |                                                |                   |  |
| 51 (3-03) | Phil on Wire            | Jason Winer     | Bianca Douglas & Danny Zuker                   | 28 september 2011 |  |
| Jay heeft een nieuw hondje gekocht: Stella, tot grote ergernis van Gloria. Phil leert koorddansen en Claire wil haar dochters wat levenswijsheden bijbrengen. |                         |                 |                                                |                   |  |
| 52 (3-04) | Door to Door            | Chris Koch      | Bill Wrubel                                    | 5 oktober 2011    |  |
| Jay wil Manny helpen bij het verkopen van inpakpapier voor het goede doel. Claire wil absoluut een 'Stop'-bord aan een kruispunt in haar straat hebben en probeert de lokale overheden hiervan te overtuigen. Phil en Luke proberen een Viral Video te maken en Gloria raakt in paniek wanneer ze Stella uit het oog verliest. |                         |                 |                                                |                   |  |
| 53 (3-05) | Hit and Run             | Jason Winer     | Elaine Ko                                      | 12 oktober 2011   |  |
| Claire geeft haar strijd voor het verbodsbord in haar straat nog niet op. Gloria wil Jay helpen op de zaak en Manny met zijn huiswerk. Mitchell en Cameron springen ondertussen voor Haley in de bres. |                         |                 |                                                |                   |  |
| 54 (3-06) | Go Bullfrogs!           | Scott Ellis     | Abraham Higginbotham                           | 19 oktober 2011   |  |
| Phil neemt Haley mee naar zijn oude school om haar te overtuigen zich er in te schrijven. Claire wil dolgraag mee een avondje stappen met Mitchell en Cameron en Gloria & Jay vinden dat Manny veel te snel groot wordt. |                         |                 |                                                |                   |  |
| 55 (3-07) | Treehouse               | Jason Winer     | Steven Levitan                                 | 2 november 2011   |  |
| Gloria probeert Jay te overtuigen om met haar te gaan dansen. Cameron wordt uitgedaagd om een vrouw te verleiden en Phil bouwt een boomhut voor Luke. |                         |                 |                                                |                   |  |
| 56 (3-08) | After the Fire          | Fred Savage     | Danny Zuker                                    | 16 november 2011  |  |
| Wanneer een van de huizen van de buren afbrandt, probeert de hele familie te helpen. Maar dat loopt al snel helemaal verkeerd. |                         |                 |                                                |                   |  |
| 57 (3-09) | Punkin Chunkin          | Michael Spiller | Ben Karlin                                     | 23 november 2011  |  |
| Een oude buurtbewoner die het ondertussen helemaal gemaakt heeft in het leven, keert terug voor een bezoekje. Jay leert Manny wat 'opbouwende kritiek' wil zeggen en Mitchell stelt zich vragen bij de verhalen over Camerons jeugd. |                         |                 |                                                |                   |  |
| 58 (3-10) | Express Christmas       | Michael Spiller | Cindy Chupack                                  | 7 december 2011   |  |
| Wanneer de hele familie samen aan het zwembad van Jay en Gloria ligt, beseffen ze dat ze deze Kerst niet samen zullen doorbrengen. Ze besluiten dan om een inderhaast georganiseerd kerstfeest te organiseren: Mitchell, Alex & Lily gaan op zoek naar een boom, Jay en Cameron pakken cadeautjes in, Phil en Manny doen de boodschappen, Gloria en Luke zoeken de kerstengel voor op de boom en Claire en Haley gaan op zoek naar lastminutecadeaus. |                         |                 |                                                |                   |  |
| 59 (3-11) | Lifetime Supply         | Chris Koch      | Jeffrey Richman & Bill Wrubel                  | 4 januari 2012    |  |
| Phil mist een telefoontje van de dokter en denkt meteen dat er iets ergs met hem aan de hand is. Ondertussen komt Javier op bezoek, wint Mitchell een prijs en helpt Gloria Haley met haar Spaans. |                         |                 |                                                |                   |  |
| 60 (3-12) | Egg Drop                | Jason Winer     | Paul Corrigan & Brad Walsh                     | 11 januari 2012   |  |
| Jay en Claire nemen de controle over een schoolproject van Luke en Manny over. Haley en Gloria helpen Phil ondertussen met een presentatie. Cam en Mitchell ontmoeten een surrogaatmoeder voor hun baby. |                         |                 |                                                |                   |  |
| 61 (3-13) | Little Bo Bleep         | Chris Koch      | Cindy Chupack                                  | 18 januari 2012   |  |
| Claire bereidt zich voor op haar debat tegen Duane Bailey. Mitchell en Cameron proberen Lily te leren geen 'vuile woorden' te gebruiken en Jay schuift de schuld van Stellas bizarre gedrag in de schoenen van Gloria. |                         |                 |                                                |                   |  |
| 62 (3-14) | Me? Jealous?            | Michael Spiller | Ben Karlin                                     | 8 februari 2012   |  |
| Claire vindt het gedrag van Phils nieuwe klant ongepast. Ondertussen logeren Cam en Mitchell bij Jay en Gloria. |                         |                 |                                                |                   |  |
| 63 (3-15) | Aunt Mommy              | Michael Spiller | Abraham Higginbotham & Dan O'Shannon           | 15 februari 2012  |  |
| Phil verkoopt een huis aan vrienden van Mitchell en Cameron en wil dat vieren met hen. Maar tijdens het etentje worden er enkele beloftes gemaakt waar ze allen de dag nadien spijt van hebben. |                         |                 |                                                |                   |  |
| 64 (3-16) | Virgin Territory        | Jason Winer     | Elaine Ko                                      | 22 februari 2012  |  |
| Mitchell verpest een van Jays meest memorabele golfpartijen. Phil ontdekt dat Haley geen maagd meer is. Gloria ontdekt een geheimpje van Claire en Luke & Manny proberen Lily in de problemen te krijgen, omdat ze volgens hen veel te braaf is. |                         |                 |                                                |                   |  |
| 65 (3-17) | Leap Day                | Gail Mancuso    | Danny Zuker                                    | 29 februari 2012  |  |
| Mitchell voelt zich onder druk gezet om Camerons verjaardag te organiseren. Phils kinderen verpesten zijn extra vrije dag. |                         |                 |                                                |                   |  |
| 66 (3-18) | Send Out the Clowns     | Steven Levitan  | Steven Levitan & Jeffrey Richman & Bill Wrubel | 14 maart 2012     |  |
| Cameron trekt zijn clownspak nog eens aan voor de begrafenis van een van zijn leraars. Phil krijgt last van concurrentie op zijn werk en een nieuwe vriend van Manny maakt Jay & Gloria achterdochtig. |                         |                 |                                                |                   |  |
| 67 (3-19) | Election Day            | Bryan Cranston  | Ben Karlin                                     | 11 april 2012     |  |
| Het zijn verkiezingen en Claire komt op voor het lokale bestuur. Iedereen probeert zijn best te doen om extra stemmen voor haar te winnen. |                         |                 |                                                |                   |  |
| 68 (3-20) | The Last Walt           | Michael Spiller | Dan O'Shannon & Paul Corrigan & Brad Walsh     | 18 april 2012     |  |
| Claire helpt Luke bij het verwerken van het overlijden van zijn vriend Walt. Phil en Alex brengen de dag samen door en Haley organiseert een feestje in het zwembad van Jay & Gloria. |                         |                 |                                                |                   |  |
| 69 (3-21) | Planes, Trains and Cars | Michael Spiller | Paul Corrigan & Brad Walsh                     | 2 mei 2012        |  |
| Phil koopt een nieuwe sportauto, in plaats van de gezinswagen die hij eigenlijk moest kopen. Maar Claire reageert helemaal niet zoals hij had verwacht. Cameron en Mitchell verliezen Lilys favoriete knuffeldier en gaan op zoek naar het beestje. Jay neemt ondertussen Gloria en Manny mee naar een schoolreünie. |                         |                 |                                                |                   |  |
| 70 (3-22) | Disneyland              | James Bagdonas  | Cindy Chupack                                  | 9 mei 2012        |  |
| De hele familie brengt een bezoekje aan Disneyland: Phil kan Luke niet bijhouden, Claire is verbaasd dat Dylan in het park werkt en Cameron en Mitchell proberen Lily bij te houden. |                         |                 |                                                |                   |  |
| 71 (3-23) | Tableau Vivant          | Gail Mancuso    | Elaine Ko & Jeffrey Richman & Bill Wrubel      | 16 mei 2012       |  |
| Cam en Mitchell houden er verschillende meningen op na over het straffen van een kind. Luke aanvaardt een prijs (maar verdient hem eigenlijk niet). Phil wil Mitchell ontslaan maar heeft het lef niet en Alex moet als taak voor school een kunstproject maken. |                         |                 |                                                |                   |  |
| 72 (3-24) | Baby on Board           | Steven Levitan  | Abraham Higginbotham                           | 23 mei 2012       |  |
| Cameron en Mitchell krijgen te horen dat er een baby voor hen 'beschikbaar' is. Samen met Gloria spoeden ze zich naar het ziekenhuis. Ondertussen letten Jay en Manny op Lilly. Haley doet een verrassende mededeling en Gloria ... blijkt zwanger te zijn! |                         |                 |                                                |                   |  |

## Seizoen 4 (2012)
| Nr. | Titel                 | Regisseur            | Schrijver(s)                                         | Uitzenddatum VS   |  |
| --- | --------------------- | -------------------- | ---------------------------------------------------- | ----------------- |  |
| 73 (4-01) | Bringing Up Baby      | Steven Levitan       | Paul Corrigan & Brad Walsh                           | 26 september 2012 |  |
| Jay wordt door zijn vrienden (en Phil) meegenomen voor een verrassing voor zijn verjaardag. Cam en Mitchell hebben het moeilijk met het verlies van hun baby en Gloria weet niet hoe ze aan Jay moet vertellen dat ze zwanger is. |                       |                      |                                                      |                   |  |
| 74 (4-02) | Schooled              | Jeff Melman          | Steven Levitan & Dan O'Shannon                       | 10 oktober 2012   |  |
| Hailey vertrekt naar de universiteit en Phil en Claire gaan haar afzetten. Manny verplicht Jay en Gloria babylessen te volgen. Lily krijgt het aan de stok met een andere kleuter op haar eerste dag in de kleuterklas. |                       |                      |                                                      |                   |  |
| 75 (4-03) | Snip                  | Gail Mancuso         | Danny Zuker                                          | 10 oktober 2012   |  |
| Phil beslist om een vasectomie te ondergaan. Gloria heeft het moeilijk met haar gewicht nu ze zwanger is en Mitchell probeert Cam opnieuw aan het werk te krijgen. |                       |                      |                                                      |                   |  |
| 76 (4-04) | The Butler's Escape   | Beth McCarthy-Miller | Bill Wrubel                                          | 17 oktober 2012   |  |
| Luke wil stoppen met zijn goochelhobby, tot groot ongenoegen van Phil, die zijn zoon op andere gedachten probeert te krijgen. Het gesnurk van Gloria houdt zowel Manny als Jay wakker en Mitchell & Cam proberen te aarden in hun nieuwe rolverdeling: Cam gaat werken en Mitchell zorgt voor Lily. |                       |                      |                                                      |                   |  |
| 77 (4-05) | Open House of Horrors | Jim Bagdonas         | Elaine Ko                                            | 24 oktober 2012   |  |
| Onder druk van de buren moet Claire haar Halloweendecoratie dit jaar aanpassen. Phil organiseert ondertussen een open huis op Halloween. Mitchell en Cam organiseren een Halloweenfeestje en Gloria's hormonen razen door haar zwangere lijf. |                       |                      |                                                      |                   |  |
| 78 (4-06) | Yard Sale             | Gail Mancuso         | Abraham Higginbotham                                 | 31 oktober 2012   |  |
| Jay en Gloria verkopen wat oude spulletjes voor de school van Manny en Luke. Mitchell en Cam helpen Claire nu Alex een vriendje heeft en Manny vindt een oude koffer van Gloria, die de inhoud ervan kost wat kost geheim wil houden. |                       |                      |                                                      |                   |  |
| 79 (4-07) | Arrested              | Gail Mancuso         | Becky Mann & Audra Sielaff                           | 7 november 2012   |  |
| Haley wordt gearresteerd omdat ze dronken is, tot grote ontzetting van Phil en Claire. Samen met Mitchell proberen ze de situatie recht te trekken. Cameron let ondertussen op Alex en Luke. Jay en Gloria gaan ondertussen babyspulletjes kopen, maar Jays ex Dede (Shelley Long) strooit roet in het eten... |                       |                      |                                                      |                   |  |
| 80 (4-08) | Mistery Date          | Beth McCarthy-Miller | Jeffrey Richman                                      | 14 november 2012  |  |
| Claire neemt Luke en Manny mee voor een weekendje naar een academische wedstrijd van Alex. Daar aangekomen gaan Manny en Luke op zoek naar een knap meisje, en komen zo op allerlei feestjes terecht. Phil organiseert ondertussen een mannenweekend, dat niet helemaal loopt zoals Phil het had gepland. Cam en Mitchell willen Jay en Gloria verrassen. |                       |                      |                                                      |                   |  |
| 81 (4-09) | When a Tree Falls     | Steven Levitan       | Ben Karlin                                           | 28 november 2012  |  |
| Cameron wil een oude boom in het park redden, en betrekt Mitchell bij zijn actie, die dit helemaal niet ziet zitten. Gloria en Claire gaan shoppen en Jay en Phil wedijveren op een verjaardagsfeestje. |                       |                      |                                                      |                   |  |
| 82 (4-10) | Diamond in the Rough  | Gail Mancuso         | Dan O'Shannon & Becky Mann & Audra Sielaff           | 12 december 2012  |  |
| Claire en Cam willen een huis renoveren, maar dat zien Mitchell en Phil niet zitten. Gloria probeert via een microfoon contact te zoeken met haar baby, tot grote ergernis van Jay. |                       |                      |                                                      |                   |  |
| 83 (4-11) | New Year's Eve        | Fred Goss            | Abraham Higginbotham & Jeffrey Richman               | 9 januari 2013    |  |
| Jay wil de hele familie samenbrengen voor het nieuwjaarsfeest in een hotel, maar het hotel heeft al zijn vroegere charme en glorie verloren. Alex en Haley moeten ondertussen thuis op de anderen kinderen letten... |                       |                      |                                                      |                   |  |
| 84 (4-12) | Party Crasher         | Fred Savage          | Danny Zuker & Christopher Lloyd                      | 16 januari 2013   |  |
| Jay en Gloria organiseren een verrassingsfeestje voor de verjaardag van Manny, maar door allerlei omstandigheden loopt het niet zoals gehoopt. Cam is jaloers op Mitchell omdat Lily nu meer tijd met hem doorbrengt. |                       |                      |                                                      |                   |  |
| 85 (4-13) | Fulgencio             | Lev L. Spiro         | Bill Wrubel                                          | 23 januari 2013   |  |
| Glorias moeder en zussen, vol ouderwetse tradities en waarden, komen op bezoek, tot grote ergernis van Jay. Phil probeert de kinderen te helpen nu Claire hen even niet kan helpen, terwijl Mitch en Cam proberen Lilys slechte gewoontes wat bij te schaven. |                       |                      |                                                      |                   |  |
| 86 (4-14) | A Slight at the Opera | Jim Bagdonas         | Paul Corrigan & Brad Walsh                           | 6 februari 2013   |  |
| Cameron regisseert een schoolproductie van The Phantom of the Opera, maar wanneer de ster ziek valt, gaat hij op zoek naar een vervanger. Die vindt hij in Luke, maar Manny (die zelf de rol wil) probeert hier een stokje voor te steken. Ondertussen wil Phil leren golfen, en vraagt hiervoor hulp aan Jay. Op de golfbaan komen ze echter Mitch en Pepper tegen, die hen uitdagen voor een wedstrijdje... |                       |                      |                                                      |                   |  |
| 87 (4-15) | Heart Broken          | Beth McCarthy-Miller | Danny Zuker                                          | 13 februari 2013  |  |
| Phil en Claire's romantische Valentijnsdate valt volledig in het water wanneer Claire flauwvalt en in het ziekenhuis belandt. Gloria en Jay proberen voor de eerste keer seks te hebben na de bevalling van Fulgencio, maar ze krijgen de kans niet. Cam en Mitch organiseren een fuif voor Valentijn bij hen thuis, maar dat loopt al snel grondig fout... |                       |                      |                                                      |                   |  |
| 88 (4-16) | Bad Hair Day          | Gail Mancuso         | Elaine Ko                                            | 20 februari 2013  |  |
| Claire vliegt alleen naar een schoolreünie, en komt er een leraar tegen met wie ze ooit iets had. Wanneer Phil dan plots opdaagt, wordt de situatie alleen maar erger. Jay wil een bowlingwedstrijd winnen. Gloria wordt gek van Fulgencio (maar wil dat niet toegeven). Mitch stelt dan voor om het even van haar over te nemen. Cameron wil van die situatie gebruikmaken om enkele foto's van Fulgencio te nemen, maar dat loopt aardig mis... |                       |                      |                                                      |                   |  |
| 89 (4-17) | Best Men              | Steven Levitan       | Dan O'Shannon, Abraham Higginbotham & Bianca Douglas | 27 februari 2013  |  |
| Sal, een van Mitchell & Camerons beste vrienden, valt onverwacht binnen met groot nieuws: ze gaat (morgen) trouwen! Mitch en Cam zijn haar getuigen, maar ze vragen zich af of Sal (een notoir feestbeest) wel echt wil trouwen. Gloria huurt een babysit in, maar vertrouwt haar niet. Phil helpt Luke een meisje te versieren. |                       |                      |                                                      |                   |  |
| 90 (4-18) | The Wow Factor        | Steven Levitan       | Ben Karlin                                           | 27 maart 2013     |  |
| Mitchell probeert Lily te helpen nu ze wordt gepest, maar gaat daarin veel te ver. Jay moet op Joe babysitten en neemt hem mee naar de bioscoop. Claire en Cam hebben een discussie over hun renovatieproject en roepen de hulp in van een van Cams lesbische vriendinnen. Phil brengt ondertussen wat tijd door met zijn dochters. |                       |                      |                                                      |                   |  |
| 91 (4-19) | The Future Dunphys    | Ryan Case            | Elaine Ko                                            | 3 april 2013      |  |
| Claire en Phil merken een 'oudere versie' van hun gezin op in het ziekenhuis en dat boezemt hen angst in. Cam en Mitchell organiseren een dagje uit voor Gloria en Lily terwijl Jay en Manny een privéschool bezoeken. |                       |                      |                                                      |                   |  |
| 92 (4-20) | Flip Flop             | Gail Mancuso         | Jeffrey Richman & Bill Wrubel                        | 10 april 2013     |  |
| Manny's vader Javiér (Benjamin Bratt) komt op bezoek met zijn nieuwe verloofde Trish. Zij blijkt een goede band te hebben met Manny, wat Gloria stikjaloers maakt. Claire en Cam hun huis is eindelijk af, maar het raakt maar niet verkocht. Met de hulp van Haley proberen ze het huis nu toch te verkopen. |                       |                      |                                                      |                   |  |
| 93 (4-21) | Career Day            | Jim Hensz            | Paul Corrigan & Brad Walsh                           | 1 mei 2013        |  |
| Phil moet een speech geven voor de klas van Luke en Manny, maar die wordt verstoord door Gil Thorpe- Phils aartsrivaal. Lily verliest haar eerste melktand, maar wanneer de tandenfee is langs geweest, blijkt dat ze veel te veel geld heeft achtergelaten voor die ene tand. Mitch en Cam schakelen de hulp in van Haley om het geld terug te krijgen- maar dat blijkt makkelijker gezegd dan gedaan... |                       |                      |                                                      |                   |  |
| 94 (4-22) | My Hero               | Gail Mancuso         | Abraham Higginbotham                                 | 8 mei 2013        |  |
| Teddy, een ex-vriendje van Mitchell, nodigt de hele familie uit om te gaan rolschaatsen voor het goede doel- wat Cam zeer jaloers maakt. Claire probeert een gesprek met Jay over de toekomst van zijn zaak uit de weg te gaan. Phil leert Gloria rolschaatsen en Haley helpt Alex met het versieren van jongens. Ondertussen zoeken Manny en Luke uit wie van hun familieleden ze zullen gebruiken voor een schoolwerkje. |                       |                      |                                                      |                   |  |
| 95 (4-23) | Games People Play     | Alisa Statman        | Danny Zuker & Ben Karlin                             | 15 mei 2013       |  |
| Phil krijgt een nieuwe camper, en wil met heel zijn gezin op vakantie. Claire ziet dat niet zitten, maar besluit om dat niet tegen Phil te zeggen en hem er zelf te laten achter komen waarom dit geen goed idee is. Manny is ondertussen op zoek naar zijn rugzak, en Jay en Gloria helpen hem zoeken. Mitch & Cam worden ineens supercompetitief nu Lily naar de Gym gaat. |                       |                      |                                                      |                   |  |
| 96 (4-24) | Goodnight Gracie      | Steven Levitan       | Steven Levitan & Jeffrey Richman                     | 22 mei 2013       |  |
| Phils moeder overlijdt plots en daardoor is iedereen genoodzaakt zijn plannen te laten vallen en hem te vergezellen naar Florida, alwaar zijn moeder woonde. Iedereen probeert zijn steentje bij te dragen om hem te helpen: Claire helpt door de (iet wat vreemde) laatste wens van zijn moeder te vervullen en de kinderen herinneren vooral de cadeautjes die ze van haar kregen. Gloria heeft nog een openstaande boete in Florida en roept hiervoor de hulp in van Mitchell. Ondertussen voelt Cam zich helemaal thuis in een groep bejaarden en komt Jay iemand tegen uit zijn verleden... |                       |                      |                                                      |                   |  |

## Seizoen 5 (2013)
| Nr. | Titel                   | Regisseur            | Schrijver(s)                                           | Uitzenddatum VS   |  |
| --- | ----------------------- | -------------------- | ------------------------------------------------------ | ----------------- |  |
| 97 (5-01) | Suddenly, Last Summer   | James Bagdonas       | Jeffrey Richman                                        | 25 september 2013 |  |
| De hele familie is in de greep van de zomer: Phil en Claire proberen om een kind-vrije week te organiseren door Luke op kamp op te sturen terwijl Haley geniet van een strandvakantie en Alex vrijwilligerswerk doet, Jay en Gloria stomen Manny klaar voor zijn eerste solo-reis terug naar Colombia en Mitch en Cam proberen alles uit de zomer te halen. |                         |                      |                                                        |                   |  |
| 98 (5-02) | First Days              | Steven Levitan       | Paul Corrigan & Brad Walsh                             | 25 september 2013 |  |
| Luke en Manny hebben hun eerste dag op de middelbare school. Phil en Gloria hebben het er moeilijker mee dan de jongens. Claire gaat voor de eerste keer werken met Jay. Cam krijgt een vervangopdracht op school. Mitchell moet nu Lily naar school brengen op haar eerste dag op de lagere school en hij heeft ook een belangrijke werkvergadering. |                         |                      |                                                        |                   |  |
| 99 (5-03) | Larry's Wife            | Jeffrey Walker       | Bill Wrubel                                            | 2 oktober 2013    |  |
| Phil denkt de kip met de gouden eieren gevonden te hebben op de woonmarkt: recent gescheiden vrouwen. Maar die nemen veel van zijn tijd in beslag. Luke nodigt zijn vriendjes uit voor een spelletje poker in de kelder. Gloria denkt dat Joe vervloekt is. Cam houdt ondertussen een begrafenis voor een fictieve kat. |                         |                      |                                                        |                   |  |
| 100 (5-04) | Farm Strong             | Alisa Statman        | Elaine Ko                                              | 9 oktober 2013    |  |
| Cam krijgt bezoek van zijn oudere zus Pam (Dana Powell). Hij wil nog niet aan haar vertellen dat hij verloofd is, maar zij heeft ook groot nieuws voor hem. Phil en Claire besluiten om een voetbalwedstrijd van Luke over te slaan en Gloria moet een bril dragen- iets wat zijzelf absoluut niet ziet zitten. |                         |                      |                                                        |                   |  |
| 101 (5-05) | The Late Show           | Beth McCarthy Miller | Abraham Higginbotham                                   | 16 oktober 2013   |  |
| Jay heeft heel wat moeite moeten doen om een reservatie te krijgen in het hipste restaurant van de stad. Maar door omstandigheden loopt iedereen vertraging op: Gloria neemt veel tijd om haar klaar te maken, Claire en Phil krijgen ruzie over hun zoon Luke en Mitch & Cam willen allebei hetzelfde aandoen. |                         |                      |                                                        |                   |  |
| 102 (5-06) | The Help                | Jim Hensz            | Danny Zuker                                            | 23 oktober 2013   |  |
| Gloria huurt een mannelijke nanny in, tot grote ergernis van Jay en Manny. Frank, de vader van Phil, is op bezoek en voelt zich een beetje eenzaam. Phil en Jay willen hem wat opbeuren en nemen hem mee uit. Cam en Mitchell huren ondertussen hun vriend Pepper (Nathan Lane) in om hun huwelijk te organiseren. |                         |                      |                                                        |                   |  |
| 103 (5-07) | A Fair to Remember      | Beth McCarthy-Miller | Emily Spivey                                           | 13 november 2013  |  |
| De familie gaat naar het jaarlijks schoolfeest. Phil heeft voor zijn 20ste huwelijksverjaardag een speciale verrassing voor Claire op het feest, maar Claire heeft ook een verrassing voor Phil bij hen thuis. Gloria schrijft Jay in om de veiligheid op het schoolfeest te bewaren, maar Jay is hiermee niet opgezet- zeker niet wanneer blijkt dat hij moet samenwerken met zijn aartsvijand. Mitch, Cam en Lily proberen ondertussen te genieten van het feest, maar Cam kan zijn gedachten niet verzetten nadat zijn team een aantal wedstrijden verloor.                     |                         |                      |                                                        |                   |  |
| 104 (5-08) | ClosetCon ‘13           | Fred Savage          | Ben Karlin                                             | 20 november 2013  |  |
| Onder druk van Claire geeft Jay toe en gaan ze met hun twee naar 'ClosetCon', een beurs over kasten. Jay komt er ook enkele oud-collega's tegen. Cam neemt Mitch en Lily voor de eerste keer mee naar de boerderij van zijn familie. Alles loopt goed, tot zijn oma langskomt. Ondertussen amuseren Phil en Gloria zich thuis met de kinderen. |                         |                      |                                                        |                   |  |
| 105 (5-09) | The Big Game            | Beth McCarthy-Miller | Megan Ganz                                             | 4 december 2013   |  |
| Coach Cam is heel gefocust op een belangrijke wedstrijd van zijn team en niets of niemand zal hem daarbij in de weg staan. Claire wil zichzelf bewijzen tegenover het personeel. Phil wil ondertussen zijn kinderen een lesje leren in optimisme. |                         |                      |                                                        |                   |  |
| 106 (5-10) | The Old Man & the Tree  | Bryan Cranston       | Paul Corrigan & Brad Walsh                             | 11 december 2013  |  |
| Jay neemt Manny mee om een kerstboom te gaan omhakken. Gloria is behoorlijk zenuwachtig nu haar moeder komt logeren, maar tot haar verbazing komt haar moeder goed overeen met Claire. Mitchell moet op zoek naar een last-minute cadeau voor Lily. Ondertussen probeert Cam Lily duidelijk te maken waar Kerst rond draait. |                         |                      |                                                        |                   |  |
| 107 (5-11) | And One to Grow On      | Gail Mancuso         | Jeffrey Richman                                        | 8 januari 2014    |  |
| Phil wil dat Luke danslessen neemt, maar dat ziet Luke helemaal niet zitten. Phil zet dan een valstrik op, maar de val keert zich tegen hem waardoor hij in de gevangenis belandt. Jay en Gloria organiseren een verjaardagsfeestje voor Joe en Manny. Jay maakt zich zorgen nu Manny een oogje heeft laten vallen op een meisje dat volgens Jay veel te hoog gegrepen is. Ondertussen proberen Mitch en Cam een trouwzaal vast te leggen. |                         |                      |                                                        |                   |  |
| 108 (5-12) | Under Pressure          | James Bagdonas       | Elaine Ko                                              | 15 januari 2014   |  |
| Op een opendeurdag op school ondervindt Claire hoe druk haar dochter Alex het eigenlijk heeft. Jay probeert Phil te overtuigen om eens niet de regeltjes te volgen. Gloria krijgt ruzie met de moeder van een vriendje van Manny. Mitch ontmoet zijn nieuwe buurman en Alex gaat naar een therapeut. |                         |                      |                                                        |                   |  |
| 109 (5-13) | Three Dinners           | Steven Levitan       | Abraham Higginbotham, Steven Levitan & Jeffrey Richman | 22 januari 2014   |  |
| Phil en Claire nemen Haley mee uit eten om het over haar toekomst te hebben, maar zij slaagt erin om de rollen om te keren. Jay krijgt bezoek van zijn vriend Shorty en diens vrouw Darlene en ze hebben een nieuwtje dat Jay niet lekker zit. Mitch en Cam besluiten om romantisch te gaan dineren, en beloven elkaar om het niet te hebben over de trouw of over hun dochtertje Lily- iets wat enkele pijnlijke stiltes oplevert... |                         |                      |                                                        |                   |  |
| 110 (5-14) | iSpy                    | Gail Mancuso         | Abraham Higginbotham                                   | 5 februari 2014   |  |
| Claire en Phil besluiten Luke en Manny te bespioneren wanneer ze bevriend geraken met een jongen met een nogal kwalijke reputatie. Gloria is woest op Jay omdat zij denkt dat hij over andere vrouwen droomt, maar Jay denkt dat ze boos is om een heel andere reden. Cam gebruikt Mitchell als excuus om niet naar een feestje te moeten en Hailey probeert haar fotografietentoonstelling verborgen te houden voor haar familie. |                         |                      |                                                        |                   |  |
| 111 (5-15) | The Feud                | Ryan Case            | Christopher Lloyd & Dan O'Shannon                      | 26 februari 2014  |  |
| Jay en Phil ontdekken dat Luke moet worstelen tegen de zoon van Gil Thorp. Claire krijgt last van luizen nadat ze door Lily besmet werd. Haley en Alex worden opgejaagd door een opossum en Manny is beschaamd nu zijn moeder mee op schooluitstap gaat. |                         |                      |                                                        |                   |  |
| 112 (5-16) | Spring-a-Ding-Fling     | Gail Mancuso         | Ben Karlin                                             | 5 maart 2014      |  |
| Cam is verantwoordelijk voor het schoolbal, maar krijgt concurrentie van een collega wanneer die terugkeert uit ziekteverlof. Phil neemt Haley mee naar het jaarlijkse banket voor immobiliënmakelaars en kijkt ernaar uit om indruk te maken op haar. Mitch begint aan zijn nieuwe baan. Jay en Gloria babysitten ondertussen op Lily, maar dat loopt al snel uit op een welles-nietes spelletje wanneer Gloria's handtas beschadigd geraakt. |                         |                      |                                                        |                   |  |
| 113 (5-17) | Other People's Children | Jim Hensz            | Megan Ganz                                             | 12 maart 2014     |  |
| Jay wil Luke uitleggen hoe een auto in elkaar steekt. Gloria en Claire gaan winkelen met Lily voor een jurkje. Mitch, Cam, Alex en Manny gaan een dagje naar het museum. Phil stel voor om Andy te helpen met het creëren van een romantische liefdesvideo. |                         |                      |                                                        |                   |  |
| 114 (5-18) | Las Vegas               | Gail Mancuso         | Paul Corrigan, Brad Walsh & Bill Wrubel                | 26 maart 2014     |  |
| Alle volwassenen gaan voor een weekendje naar Las Vegas, en Jay zorgt ervoor dat ze (dankzij een van zijn klanten) betere kamers krijgen. Maar als Jay ontdekt dat er nog betere kamers te krijgen zijn, doet hij er alles aan om ook die te pakken te krijgen. Ondertussen wil Claire het geld terugwinnen dat zoveel jaren geleden verloor in het casino, wil Phil lid worden van een (geheime) goochelaarsorganisatie, gaan Cam & Mitch naar een spa en probeert Gloria te voorkomen dat Jay een vrouwelijke versie van Barkley (een beeld van hond verkleed als butler) koopt. |                         |                      |                                                        |                   |  |
| 115 (5-19) | A Hard Jay’s Night      | Beth McCarthy-Miller | Megan Ganz & Ben Karlin                                | 2 april 2014      |  |
| Mitch probeert zijn gevoelens voor zich te houden wanneer Cams vader een weinig flatterende beeltenis van hen uit zeep gemaakt heeft. Phil probeert Glorias oude appartement te verkopen, maar ze worden afgeleid door de dames in een lokaal schoonheidssalon. Claire en de kinderen gaan Jay helpen met de voorbereidingen voor een gezellige familieavond, maar dat draait al snel uit op ruzie. |                         |                      |                                                        |                   |  |
| 116 (5-20) | Australia               | Steven Levitan       | Elaine Ko & Danny Zuker                                | 23 april 2014     |  |
| Phils moeder eist dat hij zijn geboorteland Australië bezoekt en de hele familie gaat met hem mee. Maar Phil's pogingen om zijn vaderland te omarmen lopen uit op een fiasco. Jay en Claire zijn nog te veel met hun werk bezig om van hun vakantie te kunnen genieten. Mitch en Cam komen een oude bekende tegen die ze eigenlijk niet kunnen uitstaan, maar dan blijkt hij een beroemd persoon te zijn in Australië. |                         |                      |                                                        |                   |  |
| 117 (5-21) | Sleeper                 | Ryan Case            | Paul Corrigan, Brad Walsh & Bill Wrubel                | 30 april 2014     |  |
| Phil heeft aan Claire beloofd om thuis te blijven tot de klusjesman is langs geweest, maar slaagt daar niet in. Hij bedenkt dan een nogal uitgebreide leugen, maar die bezorgt hem nog meer stress. Gloria is obsessief bezig met de jaarlijkse familiefoto. Claire beschuldigt Cam ervan te snobistisch te zijn en Jay gaat met Stella (zijn hondje) naar een hondenshow. |                         |                      |                                                        |                   |  |
| 118 (5-22) | Message Received        | Jeffrey Walker       | Steven Levitan                                         | 7 mei 2014        |  |
| Jay, Gloria en Manny dagen elkaar uit om eens buiten hun comfortzone te stappen. Het huwelijk van Mitch & Cam wordt een beetje te kostelijk, en daarom besluiten de twee om enkele dure spulletjes te verkopen. Ondertussen halen de kinderen een grapje uit met Phil en Claire. |                         |                      |                                                        |                   |  |
| 119 (5-23) | The Wedding (Deel 1)    | Steven Levitan       | Abraham Higginbotham, Ben Karlin & Jeffrey Richman     | 14 mei 2014       |  |
| Vandaag trouwen Mitch & Cam en mag niets foutlopen. Maar dat blijkt makkelijker gezegd dan gedaan, waardoor huwelijksplanner Pepper (Nathan Lane) onder druk komt te staan. Ondertussen vangen Jay en Gloria de familie Tucker op, gaat Phil nog snel even langs de oogarts en gaat Claire nog snel even Luke ophalen van zijn kamp... |                         |                      |                                                        |                   |  |
| 120 (5-24) | The Wedding (Deel 2)    | Alisa Statman        | Megan Ganz, Christopher Lloyd & Dan O’Shannon          | 21 mei 2014       |  |
| De trouwdag gaat verder en de ene ramp volgt op de andere: gasten beginnen te klagen, Mitch en Cam voelen zich ontmoedigd en Claire toont fysieke slijtage, maar een onverwachte wending van gebeurtenissen leidt tot de ceremonie waar iedereen op heeft gewacht. |                         |                      |                                                        |                   |  |

## Seizoen 6 (2014)
| Nr. | Titel                             | Regisseur            | Schrijver(s)                                      | Uitzenddatum VS   |  |
| --- | --------------------------------- | -------------------- | ------------------------------------------------- | ----------------- |  |
| 121 (6-01) | The Long Honeymoon                | Beth McCarthy-Miller | Danny Zuker                                       | 24 september 2014 |  |
| Het was een rustige zomer in het huishouden van de familie Dunphy: Alex was niet thuis en de rest van de familie kwam verbazingwekkend goed overeen. Maar zodra Alex terug thuiskomt, verandert de sfeer als snel. Mitch en Cam keren terug van hun huwelijksreis en Mitch kan zich al snel terug aanpassen aan het gewone dagelijkse leven, maar voor Cameron ligt dat wat moeilijker. Gloria stoort zich ondertussen aan de kledij van Jay en besluit hem een koekje van eigen deeg te geven... |                                   |                      |                                                   |                   |  |
| 122 (6-02) | Do Not Push                       | Gail Mancuso         | Megan Ganz                                        | 1 oktober 2014    |  |
| Gloria en Jay moeten kiezen tussen een emotioneel of een duur cadeau voor hun huwelijksverjaardag. De familie Dunphy brengt een bezoekje aan Caltech. Mitch en Cam proberen ondertussen een familiefoto te maken. |                                   |                      |                                                   |                   |  |
| 123 (6-03) | The Cold                          | Jim Hensz            | Rick Wiener & Kenny Schwartz                      | 8 oktober 2014    |  |
| Phil geraakt verkouden en dat stuurt zijn plannen danig in de war. Jay, Gloria en Cam hebben een discussie over Mannys plek in het footballteam. Mitch krijgt ondertussen ruzie met Sydney, een vriendinnetje van Lily. |                                   |                      |                                                   |                   |  |
| 124 (6-04) | Marco Polo                        | Fred Savage          | Elaine Ko                                         | 15 oktober 2014   |  |
| Door een schimmelinfectie wordt de familie Dunphy genoodzaakt enkele dagen in te trekken in een motel. Manny gaat uit met een meisje dat veel ouder is dan hij en Cam heeft een probleem met de aanwezigheid van Mitch tijdens een footballwedstrijd. |                                   |                      |                                                   |                   |  |
| 125 (6-05) | Won't You Be Our Neighbor         | Gail Mancuso         | Paul Corrigan & Brad Walsh                        | 22 oktober 2014   |  |
| Phil en Claire krijgen nieuwe buren en die werken hen al snel op de zenuwen. Jay ontdekt dat Manny uitgaat met de kleindochter van zijn aartsrivaal en vroegere zakenpartner. |                                   |                      |                                                   |                   |  |
| 126 (6-06) | Halloween 3: AwesomeLand          | Gail Mancuso         | Paul Corrigan & Brad Walsh & Abraham Higginbotham | 29 oktober 2014   |  |
| Phil wil dit jaar Halloween organiseren. Jay weigert een Shrek-kostuum te dragen tijdens het feest, tot ergernis van Gloria. |                                   |                      |                                                   |                   |  |
| 127 (6-07) | Queer Eyes, Full Hearts           | Jason Winer          | Stephen Lloyd                                     | 12 november 2014  |  |
| Haley en Andy brengen nogal veel tijd door met elkaar, wat Phil en Claire maar raar vinden. Gloria wil dat Manny Spaans leert i.p.v. Frans en huurt een leraar in. Mitch en Cam komen ondertussen een journalist tegen op een schoolfeest en proberen zijn aandacht te trekken. |                                   |                      |                                                   |                   |  |
| 128 (6-08) | Three Turkeys                     | Beth McCarthy-Miller | Jeffrey Richman                                   | 19 november 2014  |  |
| Phil bereidt (samen met Luke) dit jaar het Thanksgiving diner, maar Claire gelooft niet dat de twee het tot een goed einde kunnen brengen en ze beraamt een plan. Jay en Gloria's vakantie valt in het water en besluiten dit aan niemand te vertellen. Mitch wil niet meer de boeman zijn als het op Lily aankomt en eist dat Cam zijn verantwoordelijkheid opneemt wanneer Lily weigert een kleedje aan te doen.                                                                                |                                   |                      |                                                   |                   |  |
| 129 (6-09) | Strangers in the Night            | Fred Savage          | Chuck Tatham                                      | 3 december 2014   |  |
| Alex heeft een vriendje, maar Phil en Claire denken dat het een leugentje om bestwil is. Jay en Gloria moeten naar twee feestjes. Mitch en Cam kopen een prachtige witte zetel en proberen deze maagdelijk wit te houden- wat makkelijker gezegd is dan gedaan. |                                   |                      |                                                   |                   |  |
| 130 (6-10) | Haley's 21st Birthday             | Alisa Statman        | Abraham Higginbotham                              | 10 december 2014  |  |
| Haley verjaart en gaat samen met de andere volwassenen van de familie naar een bar. Claire probeert net iets te hard om Haleys vriend te zijn. Mitch en Cam ontdekken dat ze toch niet zo cool zijn als ze zelf dachten. Jay en Phil gaan samen een auto kopen voor Haleys verjaardag. Ondertussen letten Luke en Manny op Lily, die wil weten "waar baby's vandaan komen". |                                   |                      |                                                   |                   |  |
| 131 (6-11) | The Day We Almost Died            | James Bagdonas       | Danny Zuker                                       | 7 januari 2015    |  |
| Op weg naar een restaurant komt het bijna tot een zwaar ongeval, wat iedereen in de familie Dunphy (en Manny) doet nadenken over het leven. |                                   |                      |                                                   |                   |  |
| 132 (6-12) | The Big Guns                      | Jeffrey Walker       | Vali Chandrasekaran                               | 14 januari 2015   |  |
| Claire en Phil krijgen ruzie met de buren wanneer die een boot in hun voortuin plaatsen. Jay probeert ondertussen Joe zindelijk te krijgen, maar volgens Gloria is Joe daar nog niet klaar voor. Cam neemt ondertussen Lily mee naar de clownschool. |                                   |                      |                                                   |                   |  |
| 133 (6-13) | Rash Decisions                    | Jim Hensz            | Anthony Lombardo & Clint McCray & Daisy Gardner   | 4 februari 2015   |  |
| Luke wordt wat ouder en neemt meer en meer afstand van zijn vader Phil, die troost zoekt bij Andy. Gloria denkt dat Joe allergisch is aan Stella en wil het beest buiten. Mitch begint te werken voor zijn vader. Alex heeft ondertussen een interview met Princeton. |                                   |                      |                                                   |                   |  |
| 134 (6-14) | Valentine's Day 4: Twisted Sister | Fred Savage          | Jeffrey Richman                                   | 11 februari 2015  |  |
| Voor Valentijn gaan Phil en Claire weer een avondje op hotel voor hun jaarlijks rollenspel, maar dat loopt al snel verkeerd. De zus van Gloria, Sonia (Stephanie Beatriz), is op bezoek. Mitch en Cam gaan op bezoek bij hun vriend Anders. |                                   |                      |                                                   |                   |  |
| 135 (6-15) | Fight or Flight                   | Steven Levitan       | Abraham Higginbotham                              | 18 februari 2015  |  |
| Phil en Claire nemen het vliegtuig terug naar huis, maar er is maar 1 eerste klasse zitplaats beschikbaar. Jay probeert Manny wat zelfvertrouwen aan te leren nu hij wordt gepest op school. Mitch, Cam, Pepper en hun vrienden organiseren een feestje voor hun vriendin Sal die onlangs bevallen is. |                                   |                      |                                                   |                   |  |
| 136 (6-16) | Connection Lost                   | Steven Levitan       | Steven Levitan & Megan Ganz                       | 25 februari 2015  |  |
| Claire zit vast op de luchthaven en belt met haar gezin via FaceTime. Ze probeert ook Haley te bereiken, maar zij neemt niet op, waardoor Claire zich al snel zorgen begint te maken en op zoek gaat naar Haley. |                                   |                      |                                                   |                   |  |
| 137 (6-17) | Closet? You'll Love It!           | Ryan Case            | Elaine Ko                                         | 4 maart 2015      |  |
| Claire en Jay besluiten een nieuw reclamefilmpje op te nemen voor hun zaak. Cam panikeert wanneer blijkt dat Lily eigenlijk niet zo goed kan zingen en Andy heeft last van een blindedarmontsteking. |                                   |                      |                                                   |                   |  |
| 138 (6-18) | Spring Break                      | Gail Mancuso         | Paul Corrigan & Brad Walsh                        | 25 maart 2015     |  |
| Luke presteert beter dan Phil in alles, tot diens grote ergernis. Haley neemt Alex mee naar een muziekfestival. Jay en Gloria proberen van hun slechte gewoontes af te geraken, maar hun plannen worden gedwarsboomd door Mitch en Cam. |                                   |                      |                                                   |                   |  |
| 139 (6-19) | Grill, Interrupted                | James Bagdonas       | Paul Corrigan & Brad Walsh & Jeffrey Richman      | 1 april 2015      |  |
| Jay krijgt van Phil voor zijn verjaardag een nieuwe barbecue. Mitch en Cam zijn nog op zoek naar een cadeautje. Gloria wil Luke en Manny een lesje leren over alcoholmisbruik en Haley heeft een nieuw vriendje- tot ergernis van Andy. |                                   |                      |                                                   |                   |  |
| 140 (6-20) | Knock 'Em Down                    | Beth McCarthy-Miller | Rick Wiener & Kenny Schwartz                      | 22 april 2015     |  |
| Jay valt in in Cams bowling-team, maar Cam was niet helemaal eerlijk over de samenstelling van het team: het blijkt een team voor homoseksuelen te zijn. Phil en Claire gaan eten met hun buren. Gloria en Mitch besluiten ondertussen om een stapje in de wereld te zetten met Haley. |                                   |                      |                                                   |                   |  |
| 141 (6-21) | Integrity                         | Chris Koch           | Stephen Lloyd & Chuck Tatham                      | 29 april 2015     |  |
| Jay en Phil halen Lilys oude prinsessenkasteel op bij Mitch en Cam, maar beide mannen hebben op dat ogenblik ruzie met hun vrouw. Gloria helpt Haley wat assertiever te zijn en Claire probeert de directeur van Lukes school om te kopen. |                                   |                      |                                                   |                   |  |
| 142 (6-22) | Patriot Games                     | Alisa Statman        | Vali Chandrasekaran                               | 6 mei 2015        |  |
| Phil, Claire en Alex komen in conflict met Sanjay en zijn ouders: wie van hun kinderen is de Valedictorian op hun school? Javier wil niet dat Gloria een Amerikaans staatsburger wordt en Mitch en Cam protesteren tegen een lokaal restaurant. |                                   |                      |                                                   |                   |  |
| 143 (6-23) | Crying Out Loud                   | Ryan Case            | Megan Ganz & Stephen Lloyd & Chuck Tatham         | 13 mei 2015       |  |
| Claire krijgt een andere job aangeboden en weet niet goed wat hiermee te doen: blijven werken in de familiezaak of de job aannemen? Mannys wijsheidstanden worden getrokken en daar profiteert Gloria van. Mitch en Cam maken zich ondertussen zorgen over Lily, die zich apathisch gedraagt. |                                   |                      |                                                   |                   |  |
| 144 (6-24) | American Skyper                   | Steven Levitan       | Elaine Ko                                         | 20 mei 2015       |  |
| Phil zit vast in Seattle, en zoekt een creatieve oplossing om met de familie te communiceren. Andy moet een keuze maken tussen Beth en Haley. Ondertussen studeert Alex af van de middelbare school en gaat Claire op zoek naar het ideale cadeau voor haar dochter. Mitch weet niet hoe hij aan Cam moet vertellen dat hij ontslagen is... |                                   |                      |                                                   |                   |  |

## Seizoen 7 (2015)
| Nr. | Titel                         | Regisseur            | Schrijver(s)                  | Uitzenddatum VS   |  |
| --- | ----------------------------- | -------------------- | ----------------------------- | ----------------- |  |
| 145 (7-01) | Summer Lovin'                 | Jim Hensz            | Abraham Higginbotham          | 23 september 2015 |  |
| Haley ontdekt dat Andy verliefd is op haar, maar wil niet tussenkomen in zijn relatie met Beth. Dat drijft haar terug in de armen van Dylan. Alex wil het niet afmaken met haar vriendje Sanjay. Mitch wordt aangehouden voor dronken te rijden en zoekt een nieuwe hobby: schilderen. Jay en Gloria gaan op zoek naar een geschikte kleuterklas voor Joe. |                               |                      |                               |                   |  |
| 146 (7-02) | The Day Alex Left for College | Jeffrey Walker       | Danny Zuker                   | 30 september 2015 |  |
| Alex verlaat het ouderlijk huis en gaat studeren aan de universiteit. Luke moet zeer tegen zijn zin Phil helpen. Mitch zoekt ondertussen naar een nieuwe baan. |                               |                      |                               |                   |  |
| 147 (7-03) | The Closet Case               | Beth McCarthy-Miller | Paul Corrigan & Brad Walsh    | 7 oktober 2015    |  |
| Phil probeert samen met Haley Claire te overtuigen om Dylan bij hen te laten wonen, maar krijgt hier al snel spijt van. Mitch gaat werken voor een concurrerend bedrijf van Jay. Gloria en Cam proberen beide Manny advies te geven nu hij verliefd is op een meisje... |                               |                      |                               |                   |  |
| 148 (7-04) | She Crazy                     | Gail Mancuso         | Elaine Ko                     | 14 oktober 2015   |  |
| Phil en Lily bouwen samen een huisje voor de eenden van Phil. Claire heeft enkele ideetjes voor het bedrijf van haar vader. Cam verhuurt ondertussen de bovenverdieping aan een groep studenten. |                               |                      |                               |                   |  |
| 149 (7-05) | The Verdict                   | Alisa Statman        | Chuck Tatham                  | 21 oktober 2015   |  |
| Gloria wordt opgeroepen om in een jury te zitten. Jay moet helpen op de school van Joe. Phil gaat ondertussen helpen op de school van Luke en Manny. Mitch en Cam roepen de hulp in van Gloria bij het organiseren van een feestje. |                               |                      |                               |                   |  |
| 150 (7-06) | The More You Ignore Me        | Gail Mancuso         | Vali Chandrasekaran           | 11 november 2015  |  |
| Phil en Claire maken zich zorgen over hun kinderen nadat Luke wordt gearresteerd en ze Alex betrappen in een slijterij. Cam helpt Gloria bij het commercialiseren van haar grootmoeder's saus. Ondertussen komen Andy en Beth Dylan en Haley tegen in de bioscoop en dat zorgt voor spanningen. |                               |                      |                               |                   |  |
| 151 (7-07) | Phil's Sexy, Sexy House       | Beth McCarthy-Miller | Stephen Lloyd                 | 18 november 2015  |  |
| Mitch en Cam helpen Phil met het verkopen van een huis, maar wanneer iedereen probeert te profiteren van het leegstaande pand, lopen de zaken al snel in het honderd. |                               |                      |                               |                   |  |
| 152 (7-08) | Clean Out Your Junk Drawer    | Steven Levitan       | Steven Levitan                | 2 december 2015   |  |
| Nadat Gloria op een veiling een sessie heeft gewonnen met een beroemde psychologe, gaan alle koppels de uitdaging aan om hun tekortkomingen weg te werken. Ondertussen helpen Alex en Haley elkaar met hun problemen met de jongens. |                               |                      |                               |                   |  |
| 153 (7-09) | White Christmas               | Gail Mancuso         | Andy Gordon & Jon Pollack     | 9 december 2015   |  |
| Gloria huurt een huisje in de bossen voor Kerstmis en de hele familie mag mee. Haley en Andy kunnen niet van elkaar afblijven en Jay doet een belangrijke mededeling. |                               |                      |                               |                   |  |
| 154 (7-10) | Playdates                     | Claire Scanlon       | Jeffrey Richman               | 6 januari 2016    |  |
| Claire en Phil gaan eten met een bevriend koppel, maar Claire wil niet dat Phil de rekening betaalt. Jay en Gloria organiseren een speelafspraakje voor Joe. Mitch trekt er ondertussen een dag op uit met Alex, Haley en Luke. |                               |                      |                               |                   |  |
| 155 (7-11) | Spread Your Wings             | James Bagdonas       | Vanessa McCarthy & Ryan Walls | 13 januari 2016   |  |
| Claire, Luke en Haley zijn de eenden van Phil beu. Jay en Mitch organiseren een pyjamafeestje voor Lily. Manny helpt ondertussen Cam en Gloria met het commercialiseren van Glorias saus. |                               |                      |                               |                   |  |
| 156 (7-12) | Clean for a Day               | Beth McCarthy-Miller | Paul Corrigan & Brad Walsh    | 10 februari 2016  |  |
| Claire zorgt dat het huis piekfijn in orde is vooraleer ze begint als nieuwe CEO van het familiebedrijf. Jay heeft een nieuwe hobby: modelbouwvliegtuigjes. Gloria krijgt ondertussen golfles van Mitch. |                               |                      |                               |                   |  |
| 157 (7-13) | Thunk in the Trunk            | Phil Traill          | Elaine Ko                     | 17 februari 2016  |  |
| Phil voelt zich genegeerd door Claire nu ze het druk heeft met haar baan als CEO. Jay is jaloers op Gloria. Mitch en Cam bespioneren hun nieuwe bovenburen. |                               |                      |                               |                   |  |
| 158 (7-14) | The Storm                     | James Bagdonas       | Danny Zuker                   | 24 februari 2016  |  |
| Een grote storm zorgt ervoor dat de stroom in de hele stad wegvalt en iedereen komt schuilen bij Jay en Gloria, die een noodgenerator hebben. Phil werkt zichzelf meer in de problemen tijdens de storm. Mitch en Cam proberen ondertussen Lilys verjaardagsfeestje in goede banen te leiden. |                               |                      |                               |                   |  |
| 159 (7-15) | I Don't Know How She Does It  | Ryan Case            | Jeffrey Richman               | 2 maart 2016      |  |
| Claire slaagt erin om zowel het huishouden als haar baan als CEO perfect te combineren- tot grote frustratie van Phil. Maar wat Phil niet weet is dat Claire een persoonlijke assistent heeft. Joe gedraagt zich moeilijk, waardoor Jay en Gloria weinig slaap krijgen. Ondertussen gaan Mitch, Cam en Lily naar een huwelijksfeest. |                               |                      |                               |                   |  |
| 160 (7-16) | The Cover-Up                  | Jim Hensz            | Chuck Tatham                  | 16 maart 2016     |  |
| Phil heeft een nieuwe klant met wie hij het goed kan vinden. Gloria denkt dat haar nieuwe yoga instructeur avances maakt, en roept de hulp in van Claire. Jay begint met een videoblog, maar krijgt negatieve commentaren hierop. Ondertussen proberen Cam en Mitch Lily te leren fietsen. |                               |                      |                               |                   |  |
| 161 (7-17) | Express Yourself              | Alisa Statman        | Abraham Higginbotham          | 23 maart 2016     |  |
| Phil wil Claire verrassen met een spontaan reisje naar Parijs. Jay verbouwt zijn badkamer, tot ergernis van Gloria en Manny. Cam en Mitch krijgen bezoek van Pam, de zus van Cam, die net aan het scheiden is van haar man. Ondertussen beleven Andy en Haley een wilde nacht samen. |                               |                      |                               |                   |  |
| 162 (7-18) | The Party                     | Steven Levitan       | Vali Chandrasekaran           | 6 april 2016      |  |
| Manny en Luke babysitten op Lily terwijl de volwassenen zichzelf trakteren op een leuke dag uit: Claire & Gloria laten zich verwennen in een spa, Phil & Mitch gaan naar de bioscoop en Jay & Cam gaan naar een sportcafé. Maar wanneer het brandalarm afgaat thuis, verdenkt Claire Manny & Luke ervan dat ze stiekem een feestje houden... |                               |                      |                               |                   |  |
| 163 (7-19) | Man Shouldn't Lie             | Gail Mancuso         | Andy Gordon                   | 13 april 2016     |  |
| Claire vindt een zwerfhond en neemt hem mee naar huis. De kinderen proberen het beest te verstoppen voor Phil, terwijl Claire op zoek gaat naar de eigenaar. Jay maakt Gloria duidelijk dat hij niet op zoek is naar nieuwe vrienden- waarop Gloria een koppel uitnodigt om bij hen te komen eten. Ondertussen verhuurt Cameron het appartement boven aan een christelijk rockgroepje. |                               |                      |                               |                   |  |
| 164 (7-20) | Promposal                     | Ken Whittingham      | Stephen Lloyd                 | 4 mei 2016        |  |
| 'Closet-Con' komt dichterbij, en Claire is ervan overtuigd dat er zich een spion bevindt onder haar personeel. Phil en Gloria confronteren "Tante Alice" omdat ze denken dat zij het sausrecept van Gloria heeft gestolen. Ondertussen helpen Mitch en Cam Luke en Manny met de uitnodigingen voor hun schoolbal. |                               |                      |                               |                   |  |
| 165 (7-21) | Crazy Train                   | Jim Hensz            | Jon Pollack & Ryan Walls      | 11 mei 2016       |  |
| Dede trouwt opnieuw, en Manny kan de hele familie overtuigen om met de trein naar het feest te trekken. Jay is in de wolken dat Dede hertrouwt en hij eindelijk definitief van haar verlost is. Claire en Mitchell werken samen aan hun speech voor de trouw. Ondertussen ontdekken Phil en Cam dat hun favoriete auteur ook op de trein zit, gaan Manny & Luke op meisjesjacht, komt Gloria vast te zitten in de tweede klasse en wordt Alex helemaal begeesterd door de treinrit zelf... |                               |                      |                               |                   |  |
| 166 (7-22) | Double Click                  | James Bagdonas       | Elaine Ko                     | 18 mei 2016       |  |
| Claire moet iemand ontslaan, maar dat blijkt simpeler gezegd dan gedaan. Phil denkt dat hij Luke betrapt heeft met een meisje in zijn bed. Alex verhuist terug naar huis voor de zomervakantie, maar niemand heeft dit blijkbaar door in de familie. Jay probeert terug te gaan werken, maar dat blijkt niet zo simpel te zijn. Ondertussen krijgt Cam een baantje in Kansas City en krijgen hij en Mitchell ruzie over hoe ze dit gaan regelen met Lily...                                |                               |                      |                               |                   |  |

## Seizoen 8 (2016)
| Nr. | Titel                                   | Regisseur            | Schrijver(s)                                      | Uitzenddatum VS   |  |
| --- | --------------------------------------- | -------------------- | ------------------------------------------------- | ----------------- |  |
| 167 (8-01) | A Tale of Three Cities                  | Chris Koch           | Elaine Ko                                         | 21 september 2016 |  |
| De drie gezinnen komen terug samen nadat elk gezin een grote reis heeft gemaakt tijdens de zomervakantie: Mitch, Cam en Lily naar het Middenwesten van de Verenigde Staten; Jay, Gloria, Manny en Joe naar Juárez in Mexico & de hele familie Pritchett naar New York. |                                         |                      |                                                   |                   |  |
| 168 (8-02) | A Stereotypical Day                     | Beth McCarthy-Miller | Jeffrey Richman                                   | 28 september 2016 |  |
| Jay wil een goede indruk maken op de nieuwe buren aan de overkant van de straat. Manny probeert het hart van een meisje te veroveren. Alex is ziek en daar maakt de rest van de familie Pritchett handig gebruik van. En Cam & Mitchell willen Lily straffen wanneer zij een vriendinnetje beledigd, maar komen tot de conclusie dat ze zelf de oorzaak zijn van Lilys ongepaste gedrag. |                                         |                      |                                                   |                   |  |
| 169 (8-03) | Blindsided                              | Jim Hensz            | Christy Stratton & Danny Zuker                    | 5 oktober 2016    |  |
| De familie Dunphy en Prichett komen recht tegenover elkaar te staan nu zowel Manny als Luke willen verkozen worden tot voorzitter van de leerlingenraad. Haley begint met haar eigen zaak, en Phil wil haar absoluut helpen door haar te introduceren bij Merv Schechter (Martin Short), een marketingguru. Cam ontdekt ondertussen dat zijn sterspeler gaat verhuizen en neemt een drastische beslissing. |                                         |                      |                                                   |                   |  |
| 170 (8-04) | Weathering Heights                      | Gail Mancuso         | Paul Corrigan & Brad Walsh                        | 12 oktober 2016   |  |
| Phil wordt geïnterviewd voor het lokale nieuws en ontmoet ook zijn 'held', weerman Rainer Shiner (Nathan Fillion). Hij maakt echter de fout om hem voor te stellen aan Haley. Jay helpt Manny met zijn videoproject. Ondertussen is Lily de nieuwe huisgast beu en besluit ze actie te ondernemen... |                                         |                      |                                                   |                   |  |
| 171 (8-05) | Halloween 4: The Revenge of Rod Skyhook | Chris Koch           | Stephen Lloyd                                     | 26 oktober 2016   |  |
| Luke geeft een feestje voor Halloween, maar het feestje lijkt uit te draaien op een fiasco. De familie wil hem helpen en Phil roept de hulp in van 'Rod Shyhook'. Cam krijgt het aan de stok met zijn 'Halloween aartsvijand', tot grote ergernis van Lily en Mitchell. Ondertussen ontdekt Jay dat Manny naar een feestje gaat van een oude vijand van hem en hij probeert Manny nu voor zijn kar te spannen om die oude vijand eens goed beet te nemen... |                                         |                      |                                                   |                   |  |
| 172 (8-06) | Grab It                                 | Beth McCarthy Miller | Jeffrey Richman                                   | 9 november 2016   |  |
| Jays favoriete plekje in de hele wereld, de enige plaats waar hij echt rust kan vinden, wordt "bedreigd" nu Phil misschien lid wil worden. Claire denkt ondertussen dat ze een invloed heeft op het leven van Alex en Hayley vindt dan weer dat Alex een invloed heeft op haar leven. Cam heeft een toneelstuk geschreven waarin Mitchell de hoofdrol speelt. |                                         |                      |                                                   |                   |  |
| 173 (8-07) | Thanksgiving Jamboree                   | Steven Levitan       | Jon Pollack & Chuck Tatham                        | 16 november 2016  |  |
| Cam heeft kosten noch moeite gespaard voor Thanksgiving. Phil probeert nog altijd te wennen aan het idee dat Rainer Shine uitgaat met zijn dochter- en nu wil Haley ook nog eens liever de feestdagen doorbrengen met hem in plaats van met de familie. Jay moet zijn bloeddruk onder controle houden. Gloria probeert Joe te leren dat dieren de vrienden zijn van de mens. Ondertussen leren Alex en Dwight elkaar beter kennen. |                                         |                      |                                                   |                   |  |
| 174 (8-08) | The Alliance                            | James Bagdonas       | Andy Gordon & Ryan Walls                          | 30 november 2016  |  |
| Hayley plant een dagje shoppen met de tienerdochter van Rainer. Luke krijgt aandacht van een oudere weduwe in club waar hij werkt. Ondertussen vormen Gloria, Phil en Cam een pact om er zeker van te zijn dat hun echtgenoten niet ontdekken wat ze hebben uitgestoken. Maar dat is buiten Mitchell gerekend, die al snel ontdekt dat er iets niet pluis is... |                                         |                      |                                                   |                   |  |
| 175 (8-09) | Snow Ball                               | Beth McCarthy-Miller | Christy Stratton & Stephen Lloyd                  | 14 december 2016  |  |
| Manny en Luke organiseren samen het "Winterbal" op hun school, maar dat loopt al snel fout na een verkeerd begrepen sms'je. Gloria, Claire, Mitchell en Cam willen de jongens helpen, maar Jay bedenkt een plannetje om er samen met Phil van onder uit te muizen. Tijdens het bal proberen Claire en Glorie Marjorie (Vanessa Bayer) te koppelen aan de schooldirecteur en herkent Mitchell veel van zichzelf in een pestkop en hij besluit met hem te gaan praten... |                                         |                      |                                                   |                   |  |
| 176 (8-10) | Ringmaster Keifth                       | Jim Hensz            | Vali Chandrasekaran                               | 4 januari 2017    |  |
| Na het debacle op Thanksgiving, probeert Cam de familie te trakteren op een ongelooflijk nieuwjaarsfeest. Maar Mitchell ziet het al snel fout lopen en probeert de situatie alsnog recht te trekken door hulp in te roepen. Maar die hulp komt van niemand minder dan Cams ex-vriendje Keifth (Kelsey Grammer). Ondertussen komt de vader van Phil op bezoek met zijn nieuwe vriendin en beslissen Jay en Gloria wie Joe zou moeten grootbrengen indien er iets met hen zou gebeuren. |                                         |                      |                                                   |                   |  |
| 177 (8-11) | Sarge & Pea                             | James Bagdonas       | Abraham Higginbotham                              | 11 januari 2017   |  |
| Cam is ervan overtuigd dat een (anonieme) ouder een belangrijk vader-dochter moment tussen hem en Lily heeft afgenomen. Wanneer hij en Haley de dag erna dan een koffiebar bezoeken, is hij ervan overtuigd die ouder te herkennen en hij probeert haar identiteit te achterhalen en haar een koekje van eigen deeg te geven. Jay, Claire & Mitchell gaan naar een trouw en lopen er onverwacht Dede tegen het lijf. Claire en Mitchell bedenken dan een plannetje om de twee kemphanen uit elkaar te houden op het feest. Ondertussen gaan Phil & Gloria met Luke & Manny op bezoek bij enkele universiteiten.                    |                                         |                      |                                                   |                   |  |
| 178 (8-12) | Do You Believe in Magic                 | Gail Mancuso         | Jon Pollack                                       | 8 februari 2017   |  |
| Phil gebruikt zijn alter ego Clive Bixby op Valentijn wanneer hij vreest dat de romantiek tussen hem en Claire langzaam uitdooft. Tot Gloria's ongenoegen vertoont Jay een voorkeur voor een van hun kinderen wanneer ze Joes ongepaste Valentijnsgeschenken en Manny's besluiteloosheid over daten moeten aanpakken. Cam en Mitchell proberen Lily, Haley en Sal de kracht te geven om op te komen tegen de mannen hun leven, maar hun plan loopt niet als verwacht. Alex ontdekt dat ze een geheime aanbidder heeft die mogelijk te dicht bij de familie betrokken is.                                                           |                                         |                      |                                                   |                   |  |
| 179 (8-13) | Do It Yourself                          | Jeffrey Walker       | Paul Corrigan & Brad Walsh                        | 15 februari 2017  |  |
| Na een geslaagd doe-het-zelf-project overtuigt Phil Jay om samen te investeren in een stuk grond. Claires nieuw obsessie met een televisiekok en haar nieuwe passie om diners te koken blijken niet zo leuk als ze zelf dacht, en Haley is de enige hoop van het gezin om haar dit duidelijk te maken. Cam en Mitchell merken dat de familie te afhankelijk wordt van technologie en proberen Lily de waarde van hard werken bij te brengen. Jay voelt zich aan de kant geschoven wanneer Gloria een coach voor Joe heeft ingehuurd die bovendien klusjes uitvoert in hun huis.                                                    |                                         |                      |                                                   |                   |  |
| 180 (8-14) | Heavy is the Head                       | Ken Whittingham      | Danny Zuker                                       | 22 februari 2017  |  |
| Ondanks hun goede hoop blijkt de investering van Jay en Phil misschien toch niet zo goed, waardoor Phil zijn droom moet herzien. Cam belandt in het ziekenhuis met een hoofdwonde en weigert een MRI-scan omwille van een traumatische gebeurtenis uit zijn jeugd. Gloria is vastbesloten om Claire een ideaal verjaardagsgeschenk te geven dat ze niet zal weggeven, en beslist om haar een dag vol luxe op kantoor cadeau te doen. Dit komt echter niet goed uit voor Claire, die net een reeks harde besparingen heeft doorgevoerd op het werk.                                                                                 |                                         |                      |                                                   |                   |  |
| 181 (8-15) | Finding Fizbo                           | James Bagdonas       | Abraham Higginbotham & Chuck Tatham               | 1 maart 2017      |  |
| Cam is woedend wanneer hij een video te zien krijgt waarop iemand zijn geliefde Fizbo kostuum bezoedeld en besluit op pad te gaan om Fizbo's goede naam te herstellen. Phil ontmoet voor de eerste keer zijn toekomstige stiefbroer op zijn vaders vrijgezellenfeest. Manny heeft een theaterstuk geschreven voor een theaterfestival voor jonge schrijvers, maar het stuk blijkt net iets te veel uit het leven gegrepen wanneer Gloria, Claire en Haley het samen met hem doorlezen. |                                         |                      |                                                   |                   |  |
| 182 (8-16) | Basketball                              | Jim Hensz            | Elaine Ko                                         | 8 maart 2017      |  |
| Phil traint al een jaar om zijn mislukking op de vorige benefietbasketbalwedstrijd recht te zetten, maar er komt een enorme druk op zijn schouders wanneer NBA-spelers Charles Barkley en DeAndre Jordan de wedstrijd bijwonen en weddenschappen afsluiten. Gloria moet haar beste beentje voorzetten op Manny's school wanneer haar rivale Donna Duncan haar gebrek aan participatie aan schoolactiviteiten in het licht stelt. Claire doet er alles aan om een fout op het werk geheim te houden voor Jay, terwijl die zelf bezorgd is dat Joe geen gezonde angst voor hem heeft.                                                |                                         |                      |                                                   |                   |  |
| 183 (8-17) | Pig Moon Rising                         | Chris Koch           | Paul Corrigan & Brad Walsh                        | 15 maart 2017     |  |
| Tijdens een workout in de garage, stoot Mitchell een urne met de assen van Cams geliefde biggetje Lilly om. Hij probeert zijn blunder toe te dekken met een gepast verhaal. Cam probeert vervolgens Mitchell op zijn leugen te betrappen en verzint zelf een verhaal, maar al snel wordt het te ingewikkeld om vol te houden. |                                         |                      |                                                   |                   |  |
| 184 (8-18) | Five Minutes                            | Gail Mancuso         | Elaine Ko                                         | 29 maart 2017     |  |
| Er kan veel gebeuren bij de Pritchtt-Dunphy-Tucker familie in vijf minuten. Mitch en Cam hebben vijf minuten om hun nieuwe vlucht te halen terwijl de slaappillen die ze te vroeg ingenomen hebben al beginnen te werken. Op Rainers verjaardagsfeest moeten Haley en Rainer hun relatie re-evalueren in de vijf minuten voor de verjaardagstaart komt. Ondertussen brengen Phil en Claire Alex een verrassingsbezoek en leren op vijf minuten tijd haar nieuwe vriend kennen. Met nog slechts vijf minuten voor hun film start in de bioscoop, moet Manny een parkeerplaats zoeken terwijl Jay en Gloria ruziën op de achterbank. |                                         |                      |                                                   |                   |  |
| 185 (8-19) | Frank's Wedding                         | Beth McCarthy-Miller | Andy Gordon                                       | 5 april 2017      |  |
| Phil en zijn gezin verschijnen in kostuum op het jaren '20-themafeest voor Franks huwelijk. Wanneer Claire en de kinderen beseffen dat zij de enigen in kostuum zijn, besluiten ze een interventie te houden voor Phil. Jay maakt veelvuldig gebruik van de mogelijkheid om nee te zeggen, maar beseft al snel dat mensen stoppen met vragen wanneer je te vaak nee zegt. Cam krijgt een verrassing te verwerken wanneer hij stopt met zich achter Mitchell te verstoppen en tegen zijn zus Pam ingaat. |                                         |                      |                                                   |                   |  |
| 186 (8-20) | All Things Being Equal                  | Michelle MacLaren    | Christy Stratton & Ryan Walls                     | 3 mei 2017        |  |
| Gloria, Claire, Haley, Alex, Lily, Luke en Manny gaan naar een mars om gendergelijkheid te steunen, maar elk toont zijn steun op een eigen manier. Phil en Jay zijn het oneens over hoe hun parkeerwachter hun parkeerplaats moet beheren. Cam wordt jaloers wanneer Pam liever heeft dat Mitchell haar helpt met haar baby. |                                         |                      |                                                   |                   |  |
| 187 (8-21) | Alone Time                              | Jim Hensz            | Abraham Higginbotham, Stephan Lloyd & Danny Zuker | 10 mei 2017       |  |
| Mitchell en Jay willen elk wat tijd voor zichzelf maar belanden beiden in hetzelfde resort, waar pijnlijk duidelijk wordt hoeveel ze met elkaar gemeen hebben. Phil en Claire kunnen maar niet genieten van hun lege huis nu al hun kinderen op het punt staan het huis te verlaten. Cam weet niet wat te doen nu Mitchell weg is en besluit Gloria een handje te helpen. |                                         |                      |                                                   |                   |  |
| 188 (8-22) | The Graduates                           | Steven Levitan       | Jon Pollack, Jeffrey Richman & Chuck Tatham       | 17 mei 2017       |  |
| Manny's vader, Javier, daagt op voor de proclamatie van zijn zoon en neemt Manny mee voor een wilde feestnacht, maar de volgende morgen is het aan Jay om de brokken te lijmen. De hele familie maakt zich klaar voor de grote dag van Luke en Manny, en iedereen wordt geconfronteerd met de emoties die gepaard gaan met het zien opgroeien van je kinderen. |                                         |                      |                                                   |                   |  |

## Seizoen 9 (2017)
| Nr.        | Titel                               | Regisseur            | Schrijver(s)                                   | Uitzenddatum VS   |  |
| ---------- | ----------------------------------- | -------------------- | ---------------------------------------------- | ----------------- |  |
| 189 (9-01) | Lake Life                           | James R. Bagdonas    | Elaine Ko                                      | 27 september 2017 |  |
| ...        |                                     |                      |                                                |                   |  |
| 190 (9-02) | The Long Goodbye                    | James Alan Hensz     | Paul Corrigan & Brad Walsh                     | 4 oktober 2017    |  |
| ...        |                                     |                      |                                                |                   |  |
| 191 (9-03) | Catch of these Day                  | Fred Savage          | Jeffrey Richman                                | 11 oktober 2017   |  |
| ...        |                                     |                      |                                                |                   |  |
| 192 (9-04) | Sex, Lies & Kickball                | John Riggi           | Abraham Higginbotham                           | 18 oktober 2017   |  |
| ...        |                                     |                      |                                                |                   |  |
| 193 (9-05) | It's the Great Pumpkin, Phil Dunphy | Beth McCarthy-Miller | Jon Pollack                                    | 25 oktober 2017   |  |
| ...        |                                     |                      |                                                |                   |  |
| 194 (9-06) | Ten Years Later                     | Fred Savage          | Danny Zuker                                    | 1 november 2017   |  |
| ...        |                                     |                      |                                                |                   |  |
| 195 (9-07) | Winner Winner Turkey Dinner         | Beth McCarthy-Miller | Bill Wrubel                                    | 15 november 2017  |  |
| ...        |                                     |                      |                                                |                   |  |
| 196 (9-08) | Brushes with Celebrity              | Jeffrey Walker       | Vali Chandrasekaran                            | 29 november 2017  |  |
| ...        |                                     |                      |                                                |                   |  |
| 197 (9-09) | Tough Love                          | John Riggi           | Stephen Lloyd                                  | 6 december 2017   |  |
| ...        |                                     |                      |                                                |                   |  |
| 198 (9-10) | No Small Feet                       | James R. Bagdonas    | Ryan Walls & Matt Plonsker                     | 13 december 2017  |  |
| ...        |                                     |                      |                                                |                   |  |
| 199 (9-11) | He Said, She Shed                   | James Alan Hensz     | Jeffrey Richman & Ryan Walls                   | 3 januari 2018    |  |
| ...        |                                     |                      |                                                |                   |  |
| 200 (9-12) | Dear Beloved Family                 | Gail Mancuso         | Bill Wrubel                                    | 10 januari 2018   |  |
| ...        |                                     |                      |                                                |                   |  |
| 201 (9-13) | In Your Head                        | Steven Levitan       | Jack Burditt                                   | 17 januari 2018   |  |
| ...        |                                     |                      |                                                |                   |  |
| 202 (9-14) | Written in the Stars                | Jaffar Mahmood       | Abraham Higginbotham & Jon Pollack             | 28 februari 2018  |  |
| ...        |                                     |                      |                                                |                   |  |
| 203 (9-15) | Spanks for the Memories             | James R. Bagdonas    | Paul Corrigan & Brad Walsh                     | 7 maart 2018      |  |
| ...        |                                     |                      |                                                |                   |  |
| 204 (9-16) | Wine Weekend                        | Beth McCarthy-Miller | Elaine Ko                                      | 21 maart 2018     |  |
| ...        |                                     |                      |                                                |                   |  |
| 205 (9-17) | Royal Visit                         | Gail Mancuso         | Jack Burditt, Jessica Poter & Jeffrey Richman  | 28 maart 2018     |  |
| ...        |                                     |                      |                                                |                   |  |
| 206 (9-18) | Daddy Issues                        | Chris Koch           | Vali Chandrasekaran & Stephen Lloyd            | 4 april 2018      |  |
| ...        |                                     |                      |                                                |                   |  |
| 207 (9-19) | CHiPs and Salsa                     | Gail Mancuso         | Paul Corrigan, Brad Walsh & Bill Wrubel        | 11 april 2018     |  |
| ...        |                                     |                      |                                                |                   |  |
| 208 (9-20) | Mother!                             | Eric Dean Seaton     | Jon Pollack, Ryan Walls & Abraham Higginbotham | 2 mei 2018        |  |
| ...        |                                     |                      |                                                |                   |  |
| 209 (9-21) | The Escape                          | Steven Levitan       | Jack Burditt & Danny Zuker                     | 9 mei 2018        |  |
| ...        |                                     |                      |                                                |                   |  |
| 210 (9-22) | Clash of Swords                     | James Alan Hensz     | Elaine Ko & Stephen Lloyd                      | 16 mei 2018       |  |
| ...        |                                     |                      |                                                |                   |  |

## Seizoen 10 (2018)
| Nr.         | Titel                           | Regisseur            | Schrijver(s)                                | Uitzenddatum VS   |  |
| ----------- | ------------------------------- | -------------------- | ------------------------------------------- | ----------------- |  |
| 211 (10-01) | I Love a Parade                 | James R. Bagdonas    | Paul Corrigan & Brad Walsh                  | 26 september 2018 |  |
| ...         |                                 |                      |                                             |                   |  |
| 212 (10-02) | Kiss and Tell                   | Steven Levitan       | Abraham Higginbotham & Jon Pollack          | 3 oktober 2018    |  |
| ...         |                                 |                      |                                             |                   |  |
| 213 (10-03) | A Sketchy Area                  | Jeffrey Walker       | Elaine Ko                                   | 10 oktober 2018   |  |
| ...         |                                 |                      |                                             |                   |  |
| 214 (10-04) | Torn Between Two Lovers         | Beth McCarthy-Miller | Jeffrey Richman & Danny Zuker               | 17 oktober 2018   |  |
| ...         |                                 |                      |                                             |                   |  |
| 215 (10-05) | Good Grief                      | Beth McCarthy-Miller | Vali Chandrasekaran & Stephen Lloyd         | 24 oktober 2018   |  |
| ...         |                                 |                      |                                             |                   |  |
| 216 (10-06) | On the Same Paige               | Ryan Case            | Ryan Walls                                  | 31 oktober 2018   |  |
| ...         |                                 |                      |                                             |                   |  |
| 217 (10-07) | Did the Chicken Cross the Road? | Eric Dean Seaton     | Bill Wrubel                                 | 7 november 2018   |  |
| ...         |                                 |                      |                                             |                   |  |
| 218 (10-08) | Kids These Days                 | James R. Bagdonas    | Jon Pollack & Danny Zuker                   | 28 november 2018  |  |
| ...         |                                 |                      |                                             |                   |  |
| 219 (10-09) | Putting Down Roots              | Kat Coiro            | Jack Burditt                                | 5 december 2018   |  |
| ...         |                                 |                      |                                             |                   |  |
| 220 (10-10) | Stuck in a Moment               | Fred Savage          | Elaine Ko                                   | 12 december 2018  |  |
| ...         |                                 |                      |                                             |                   |  |
| 221 (10-11) | A Moving Day                    | Iwona Kanclerz       | Paul Corrigan & Brad Walsh                  | 9 januari 2019    |  |
| ...         |                                 |                      |                                             |                   |  |
| 222 (10-12) | Blasts from the Past            | Fred Savage          | Vali Chandrasekaran & Stephen Lloyd         | 16 januari 2019   |  |
| ...         |                                 |                      |                                             |                   |  |
| 223 (10-13) | Whanex?                         | Elaine Ko            | Bill Wrubel                                 | 23 januari 2019   |  |
| ...         |                                 |                      |                                             |                   |  |
| 224 (10-14) | We Need to Talk About Lily      | Abraham Higginbotham | Abraham Higginbotham & Jeffrey Richman      | 30 januari 2018   |  |
| ...         |                                 |                      |                                             |                   |  |
| 225 (10-15) | SuperShowerBabyBowl             | Helena Lamb          | Jack Burditt & Jon Pollack                  | 20 februari 2019  |  |
| ...         |                                 |                      |                                             |                   |  |
| 226 (10-16) | Red Alert                       | Julie Bowen          | Jessica Porter & Ryan Walls                 | 27 februari 2019  |  |
| ...         |                                 |                      |                                             |                   |  |
| 227 (10-17) | The Wild                        | James R. Bagdonas    | Elaine Ko                                   | 13 maart 2019     |  |
| ...         |                                 |                      |                                             |                   |  |
| 228 (10-18) | Stand by Your Man               | Jim Hensz            | Jack Burditt, Jeffrey Richman & Bill Wrubel | 20 maart 2019     |  |
| ...         |                                 |                      |                                             |                   |  |
| 229 (10-19) | Yes-Woman                       | Fred Savage          | Paul Corrigan & Brad Walsh                  | 3 april 2019      |  |
| ...         |                                 |                      |                                             |                   |  |
| 230 (10-20) | Can't Elope                     | Jeffrey Walker       | Danny Zuker                                 | 10 april 2019     |  |
| ...         |                                 |                      |                                             |                   |  |
| 231 (10-21) | Commencement                    | Eric Dean Seaton     | Vali Chandrasekaran & Stephen Lloyd         | 1 mei 2019        |  |
| ...         |                                 |                      |                                             |                   |  |
| 232 (10-22) | A Year of Birthdays             | Steven Levitan       | Steven Levitan                              | 8 mei 2019        |  |
| ...         |                                 |                      |                                             |                   |  |

## Seizoen 11 (2019)
| Nr.         | Titel                  | Regisseur            | Schrijver(s)                                                                                                  | Uitzenddatum VS   |  |
| ----------- | ---------------------- | -------------------- | --- | ----------------- |  |
| 233 (11-01) | New Kids On The Block  | Gail Mancuso         | Paul Corrigan & Brad Walsh                                                                                    | 25 september 2019 |  |
| ...         |                        |                      | |                   |  |
| 234 (11-02) | Snapped                | Michael Spiller      | Elaine Ko | 2 oktober 2019    |  |
| ...         |                        |                      | |                   |  |
| 235 (11-03) | Perfect Pairs          | Iwona Sapienza       | Stephen Lloyd                                                                                                 | 9 oktober 2019    |  |
| ...         |                        |                      | |                   |  |
| 236 (11-04) | Pool Party             | Abraham Higginbotham | Abraham Higginbotham & Jon Pollack                                                                            | 16 oktober 2019   |  |
| ...         |                        |                      | |                   |  |
| 237 (11-05) | The Last Halloween     | Fred Savage          | Danny Zuker                                                                                                   | 30 oktober 2019   |  |
| ...         |                        |                      | |                   |  |
| 238 (11-06) | A Game of Chicken      | Helena Lamb          | Vali Chandrasekaran                                                                                           | 6 november 2019   |  |
| ...         |                        |                      | |                   |  |
| 239 (11-07) | The Last Thanksgiving  | Eric Dean Seaton     | Jeffrey Richman                                                                                               | 20 november 2019  |  |
| ...         |                        |                      | |                   |  |
| 240 (11-08) | Tree's A Crowd         | Julie Bowen          | Ryan Walls | 4 december 2019   |  |
| ...         |                        |                      | |                   |  |
| 241 (11-09) | The Last Christmas     | Jeff Walker          | Abraham Higginbotham & Jon Pollack                                                                            | 11 december 2019  |  |
| ...         |                        |                      | |                   |  |
| 242 (11-10) | The Prescott           | Elaine Ko            | Elaine Ko | 8 januari 2020    |  |
| ...         |                        |                      | |                   |  |
| 243 (11-11) | Legacy                 | Jason Kemp           | Jack Burditt & Christopher Lloyd                                                                              | 15 januari 2020   |  |
| ...         |                        |                      | |                   |  |
| 244 (11-12) | Dead on a Rival        | Jason Winer          | Jeffrey Richman & Ryan Walls                                                                                  | 22 januari 2020   |  |
| ...         |                        |                      | |                   |  |
| 245 (11-13) | Paris                  | James R. Bagdonas    | Paul Corrigan & Brad Walsh                                                                                    | 12 februari 2020  |  |
| ...         |                        |                      | |                   |  |
| 246 (11-14) | Spuds                  | Beth McCarthy-Miller | Vali Chandrasekaran & Stephen Lloyd                                                                           | 19 februari 2020  |  |
| ...         |                        |                      | |                   |  |
| 247 (11-15) | Baby Steps             | Trey Clinesmith      | Abraham Higginbotham, Jon Pollack, Steven Levitan & Morgan Murphy                                             | 18 maart 2020     |  |
| ...         |                        |                      | |                   |  |
| 248 (11-16) | I'm Going to Miss This | Fred Savage          | Jack Burditt & Danny Zuker                                                                                    | 1 april 2020      |  |
| ...         |                        |                      | |                   |  |
| -           | A Modern Farewell      | Chris Wilcha         | Steven Levitan & Christopher Lloyd                                                                            | 8 april 2020      |  |
| ...         |                        |                      | |                   |  |
| 249 (11-17) | Finale (Deel 1)        | Steven Levitan       | Steven Levitan, Abraham Higginbotham, Jon Pollack, Ryan Walls, Jeffrey Richman, Morgan Murphy & Stephen Lloyd | 8 april 2020      |  |
| ...         |                        |                      | |                   |  |
| 250 (11-18) | Finale (Deel 2)        | Gail Mancuso         | Christopher Lloyd, Jack Burditt, Elaine Ko, Danny Zuker, Vali Chandrasekaran, Brad Walsh & Paul Corrigan      | 8 april 2020      |  |
| ...         |                        |                      | |                   |  |

Bedenkers: Steven Levitan · Christopher Lloyd 

Hoofdpersonages: Jay Pritchett (Ed O'Neill) · Gloria Delgado-Pritchett (Sofía Vergara) · Claire Dunphy (Julie Bowen) · Phil Dunphy (Ty Burrell) · Mitchell Pritchett (Jesse Tyler Ferguson) · Cameron Tucker (Eric Stonestreet) · Luke Dunphy (Nolan Gould) · Haley Dunphy (Sarah Hyland) · Manny Delgado (Rico Rodriguez II) · Alex Dunphy (Ariel Winter) · Lily Tucker-Pritchett (Aubrey Anderson-Emmons) · Joe Pritchett (Jeremy Maguire)

Voornaamste nevenpersonages: Dylan Marshall (Reid Ewing) · Andy Bailey (Adam DeVine) · Pameron Tucker (Dana Powell)  · Ben (Joe Mande) · Frank Dunphy (Fred Willard) · Pepper Saltzman (Nathan Lane) · Ronaldo (Christian Barillas) · Stella (Brigitte the Dog) · Larry (Frosty the Cat)